# موزه شهرداری تبریز

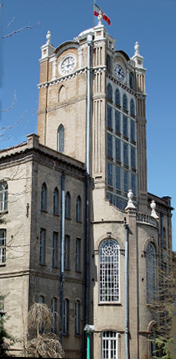
کاخ شهرداری تبریز. موزه شهرداری، در طبقه زیرین این کاخ واقع شده‌است.

موزه شهر و شهرداری تبریز، نام موزه‌ای است، در شهر تبریز که در طبقه زیرزمین ساختمان کاخ شهرداری تبریز واقع شده‌است. این موزه که به عنوان نخستین و تنها موزه تاریخ شهرداری‌های ایران مطرح است، پس از کشور چین، در ردیف اولین موزه‌های شهرداری‌های جهان نیز قرار دارد. این موزه، در سال ۱۳۸۶ و همزمان با یکصدمین سالگرد تأسیس نخستین بلدیه (شهرداری) ایران در تبریز و در ۸۰۰ متر مربع و با هزینه یک میلیارد و صد میلیون ریال راه اندازی شده‌است.
این موزه دارای تالار های متعددی است، از جمله از این تالار ها میتوان به تالار فرش با بزرگ ترین فرش دست بافت اشاره کرد

## تالارها
موره شهر تبریز، شامل تالارهای مختلفی چون تالار دوربین‌های قدیمی، تالار دفاع مقدس، چاپ و نشر، فرش، هنرهای معاصر، خط و خوشنویسی، تالار حکمت و چندین تالار دیگر است.

### تالار فرش
مهم‌ترین بخش موزه شهر و شهرداری تبریز، «تالار فرش» نام دارد که در طبقه دوم ساختمان عمارت شهرداری واقع شده است. سالنی وسیع و باشکوه با گچ‌بری‌های زیبا در مرکز ساختمان و مشرف به میدان ساعت، که پیش‌تر از آن به عنوان سالن تشریفات و مراسمات استفاده می‌شد. این سالن به مساحت 420 متر مربع در ابعاد 24 متر طول و  17.5 متر عرض و ارتفاع 8 متری ساخته شده است. 
     آنچه تالار فرش موزه شهر و شهرداری تبریز را متمایز و با ارزش می‌کند، وجود گنجینه‌ای ارزشمند از قالی‌هایی است که با اتمام عملیات ساخت عمارت شهرداری تبریز به سفارش «عبدالله سررشته‌دار»، شهردار تبریز در سال 1319شمسی برای مفروش کردن سالن تشریفات و مراسمات طراحی و بافته شده‌اند.  خرید اقلام مورد نیاز مجموعه، خصوصا قالی‌های سالن اصلی عمارت شهرداری از طریق وزارت کشور و پیگیری شخص استاندار وقت آذربایجان(امان الله خان اردلان)  انجام شده است.

کتاب گنجینه فرش شهرداری تبریز با تالیف جعفر مهرخانی و ترجمه مهراب محرابی‌نیا، به همت اداره کل ارتباطات و امور بین‌الملل شهرداری تبریز در 28 اسفند سال 1401 شمسی منتشر شد.  
این کتاب داستان سفارش 9 قالی‌ بزرگ پارچه شهرداری تبریز است؛ از امان‌الله خان اردلان استاندار وقت آذربایجان و شرکت سهامی فرش ایران تا کرمان و جان تیمویاناکیس ‌‌یونانی‌الاصل و طراحان بزرگ قالی کشورمان همچون علیمحمد طاهر کاشانی، علیرضا مایل و محمد علی خان شاهرخی

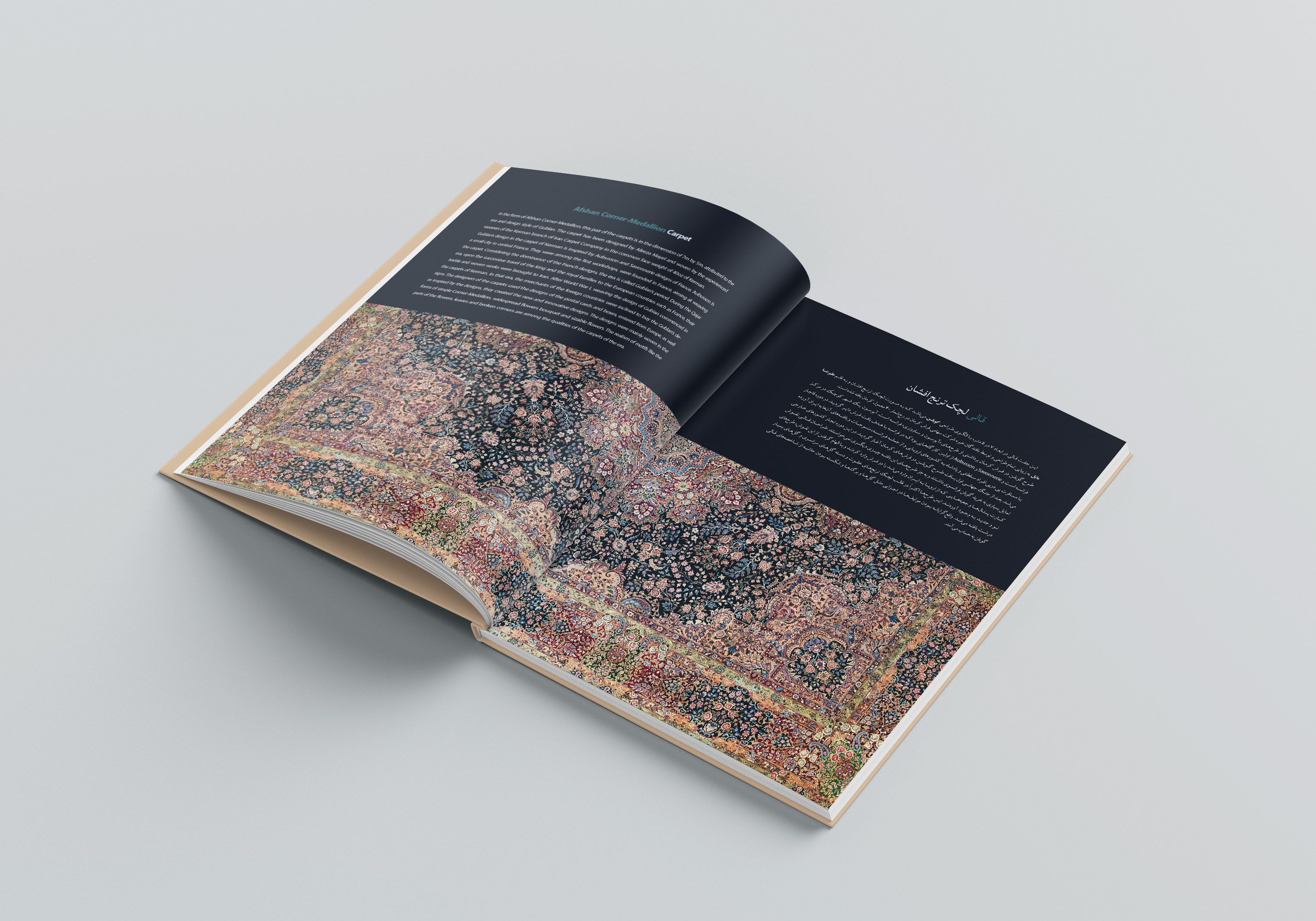

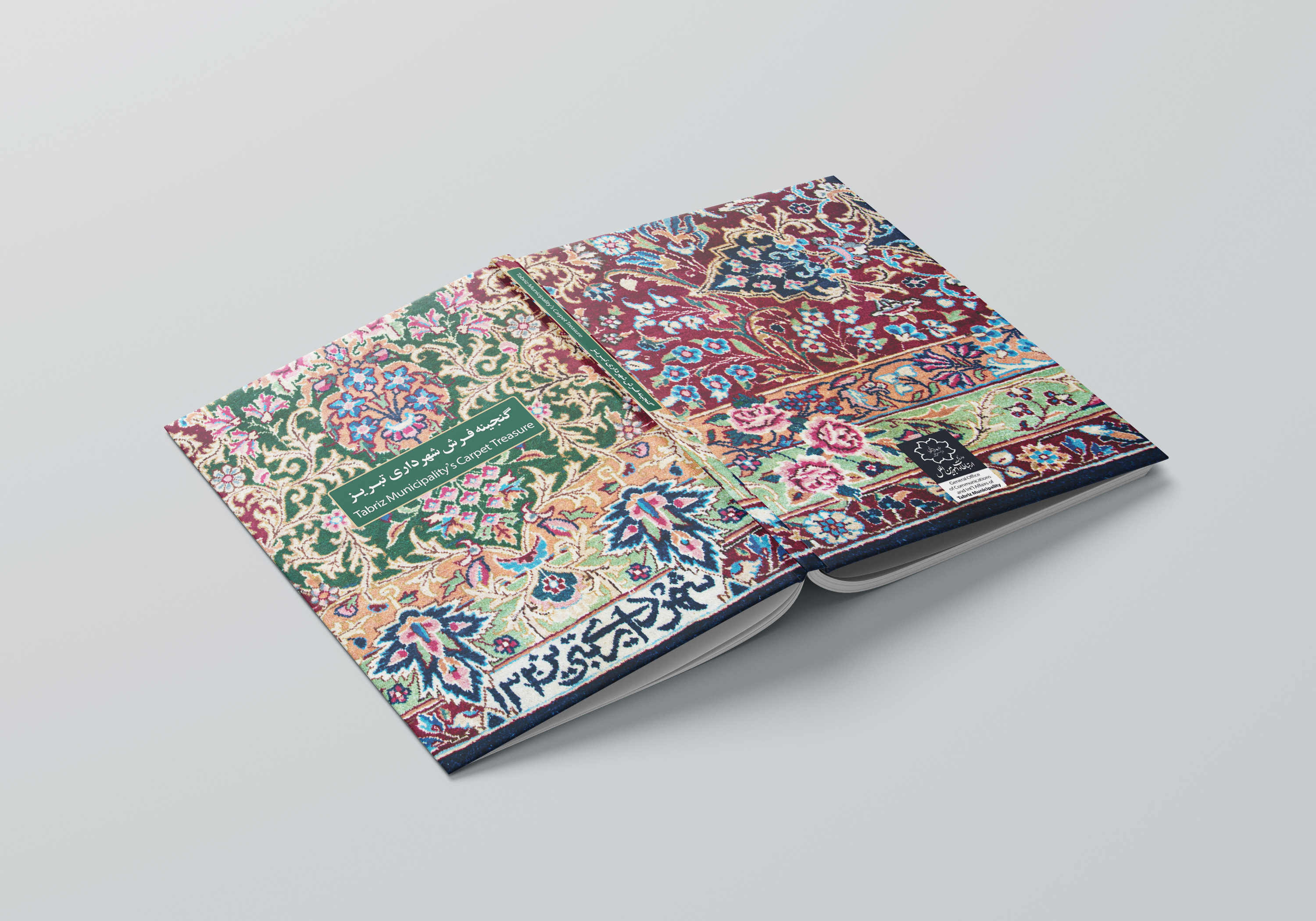

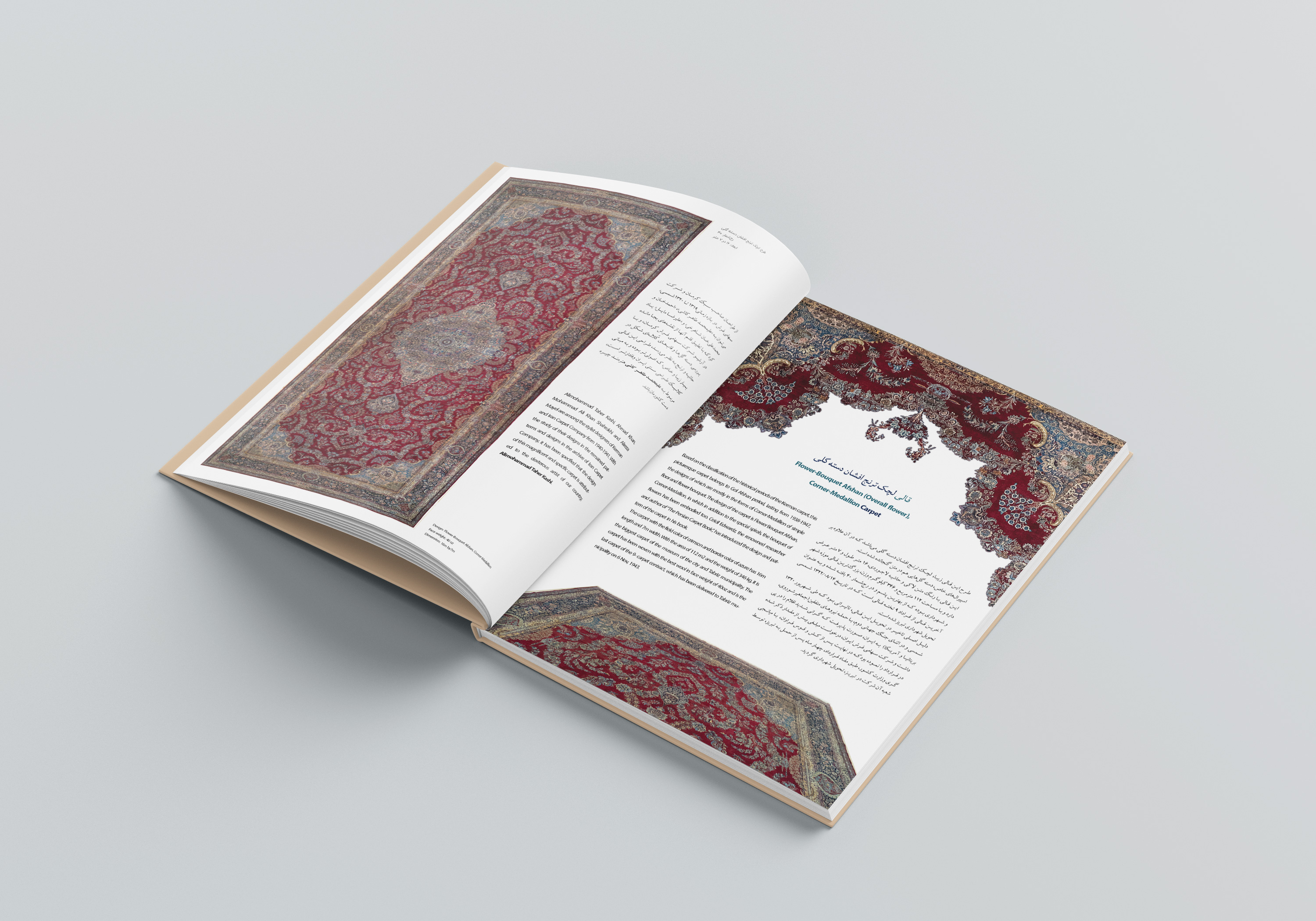

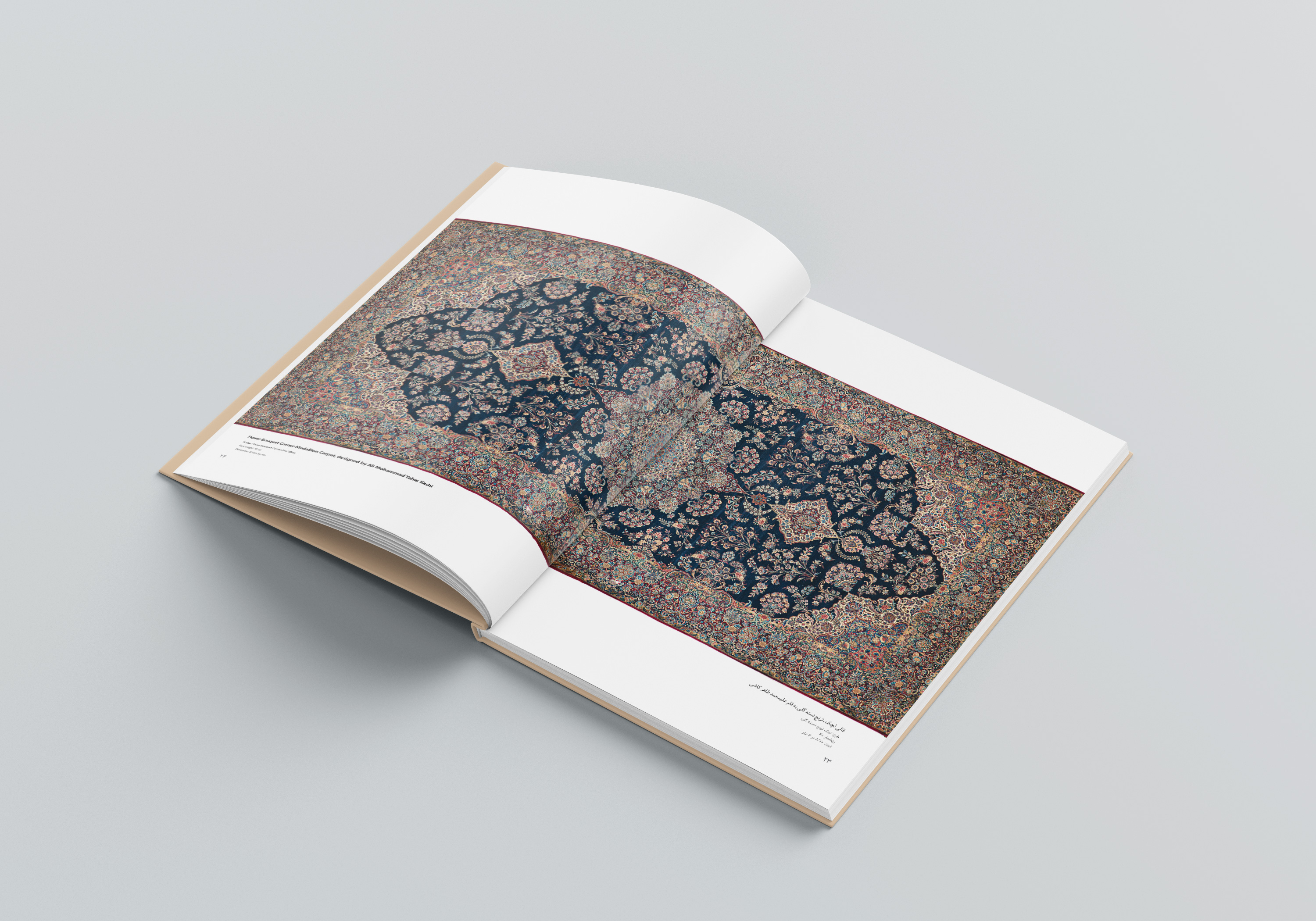

فایل pdf کتاب

### تالار دوربین‌های قدیمی
در تالار دوربین‌ها، تاریخچه و روند تکوین و شکل‌گیری دوربین‌های نسل قدیم نشان داده شده‌است. بیشترِ این دوربین‌ها توسطِ محمدعلی جدیدالاسلام به این موزه اهدا شده‌اند.

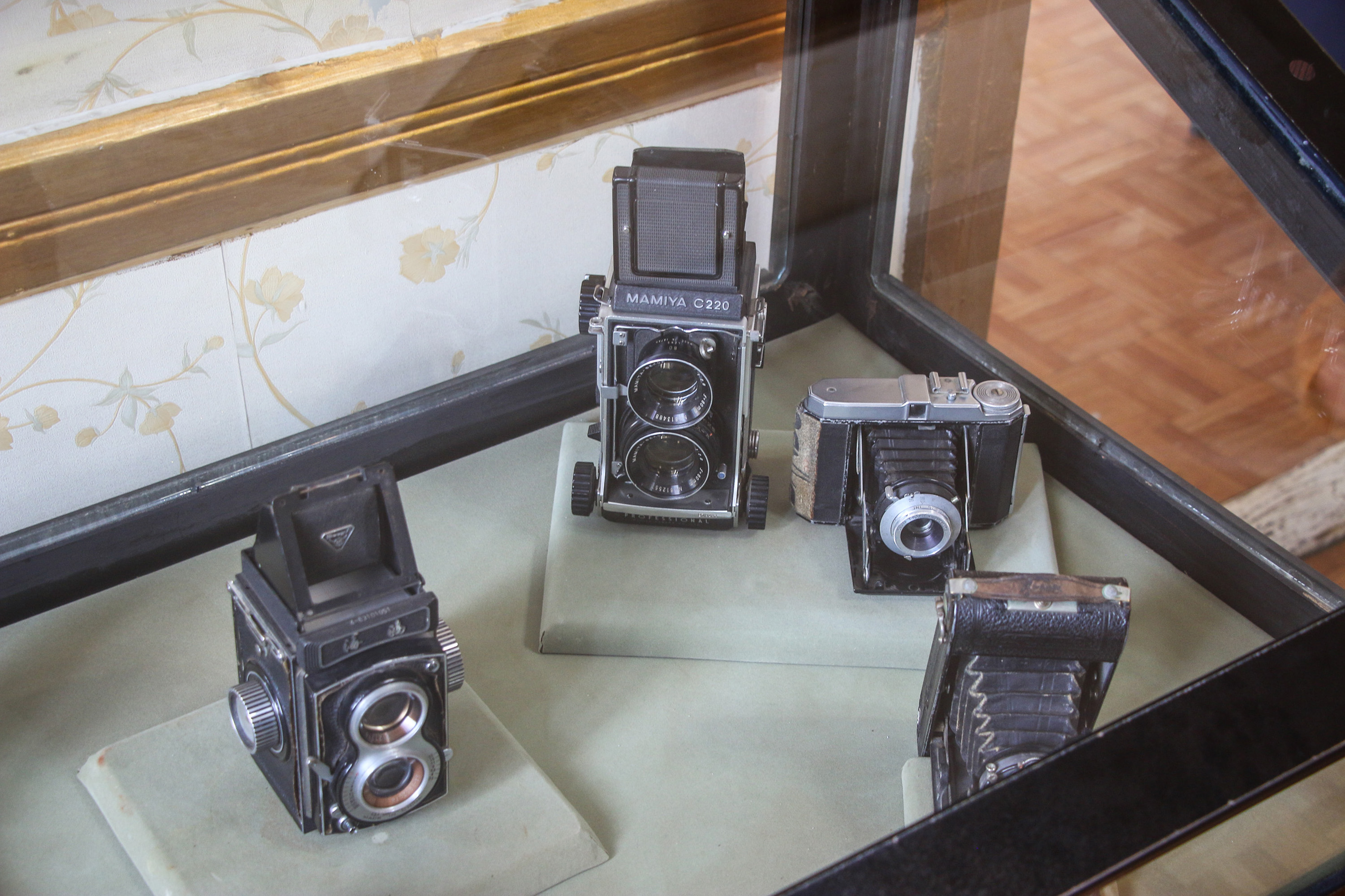
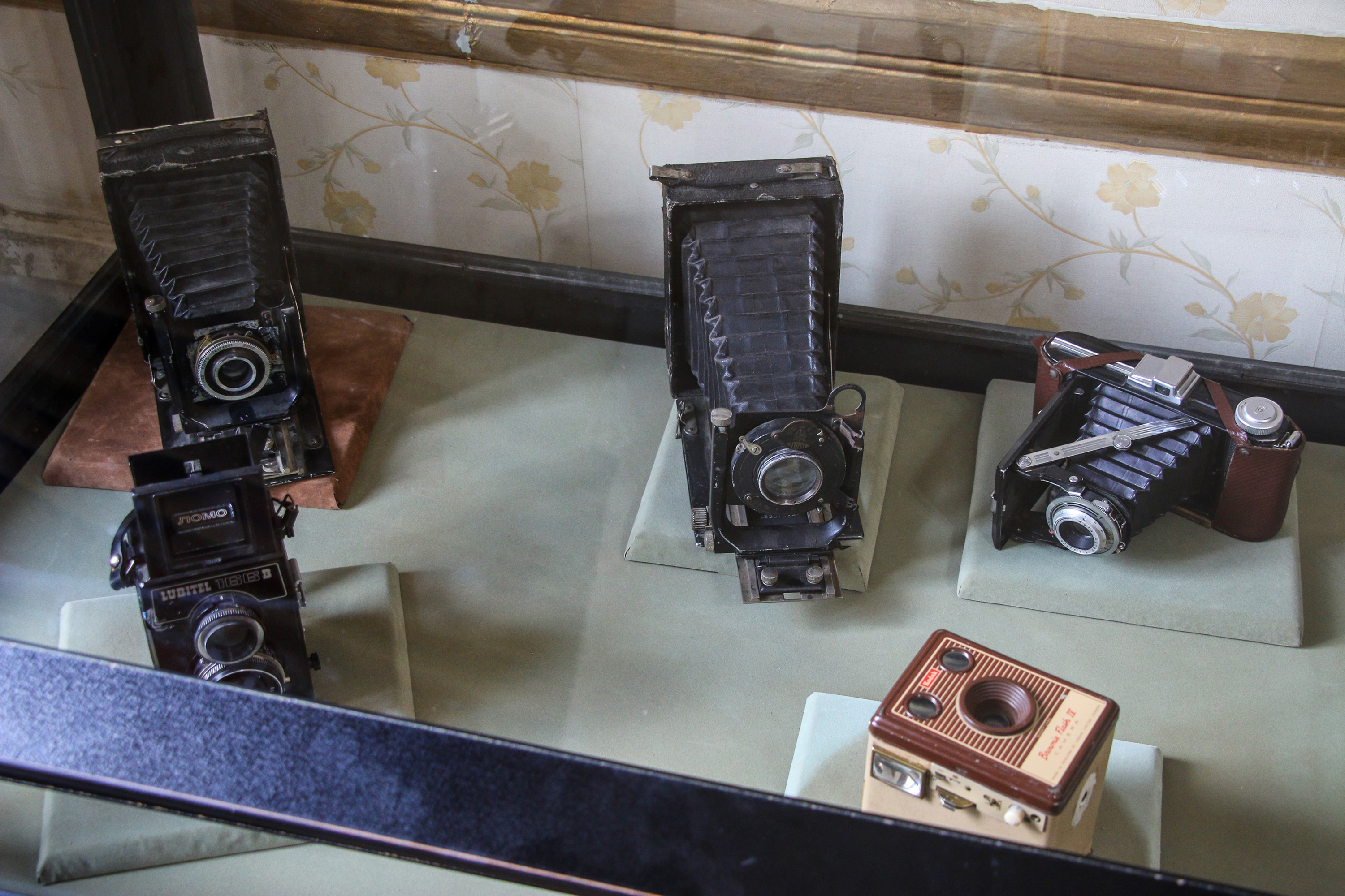
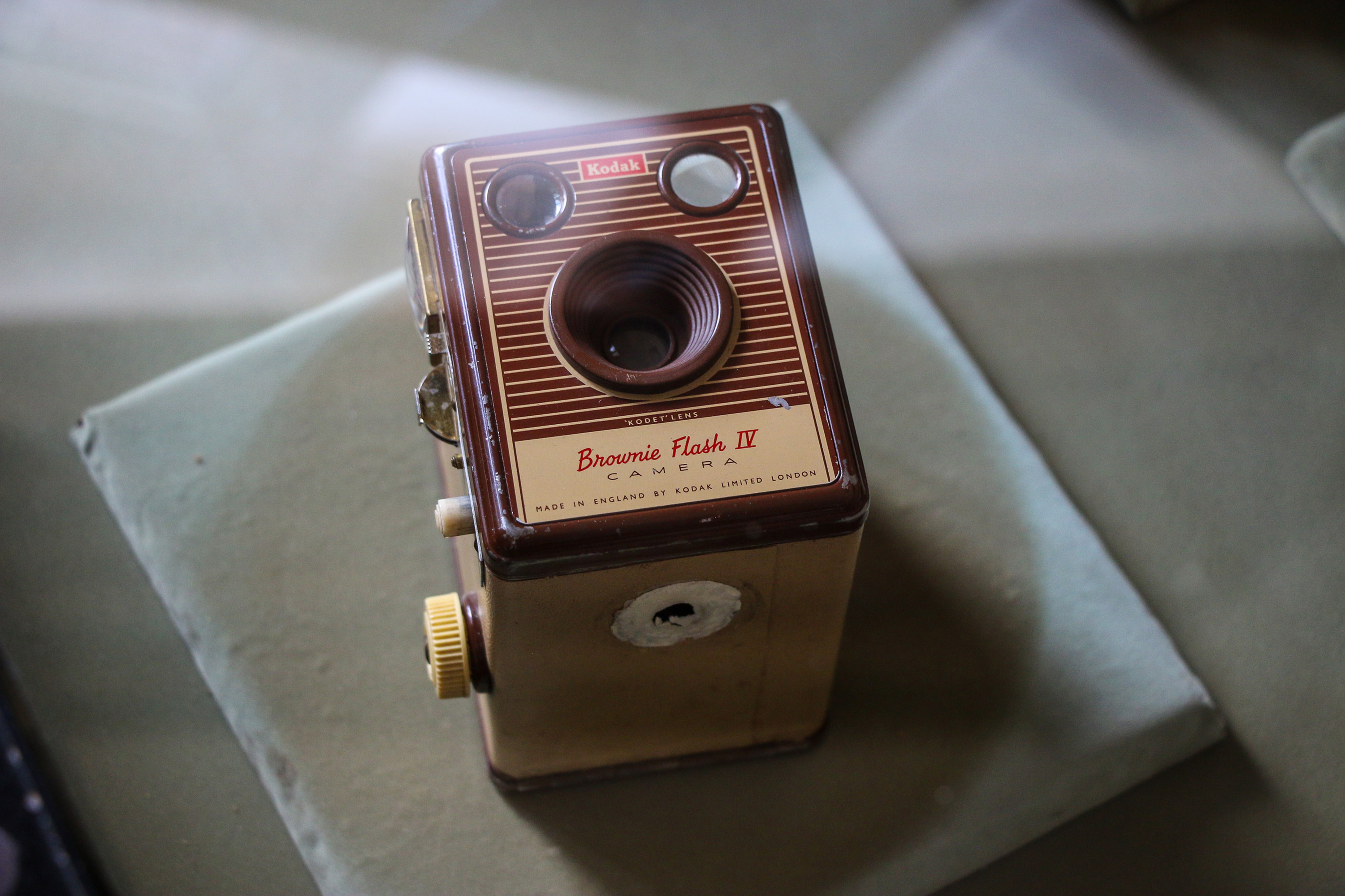
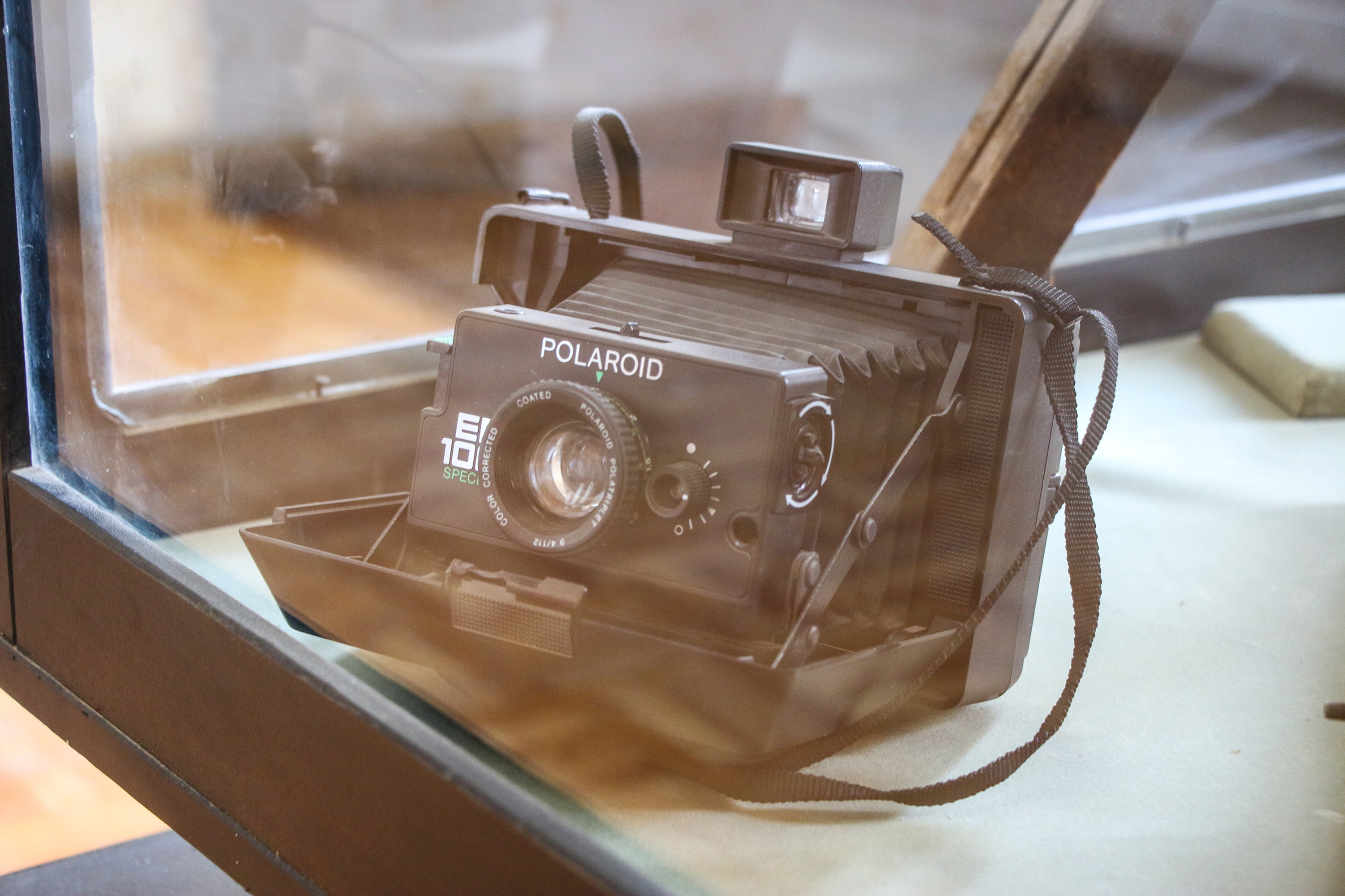
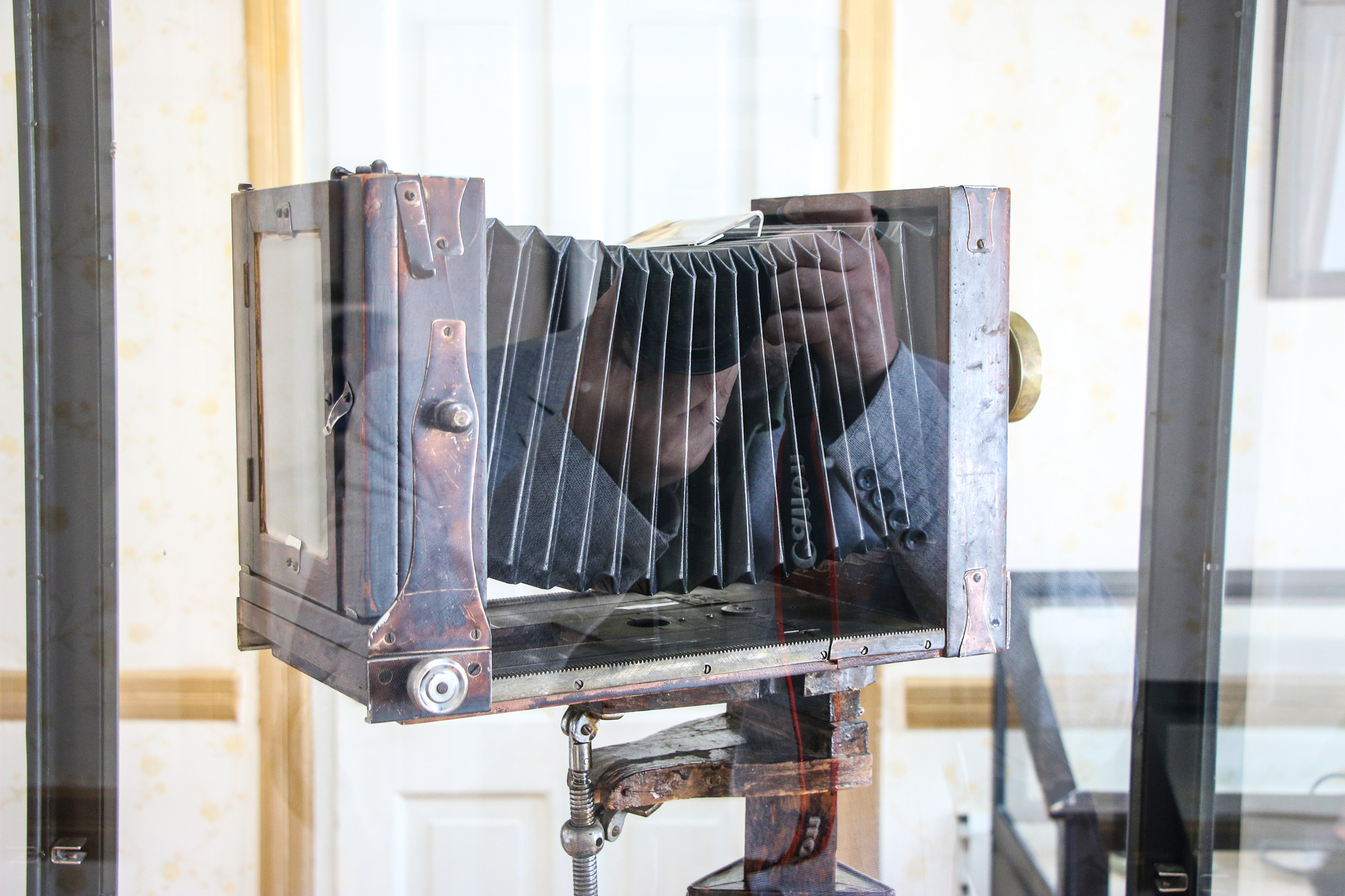
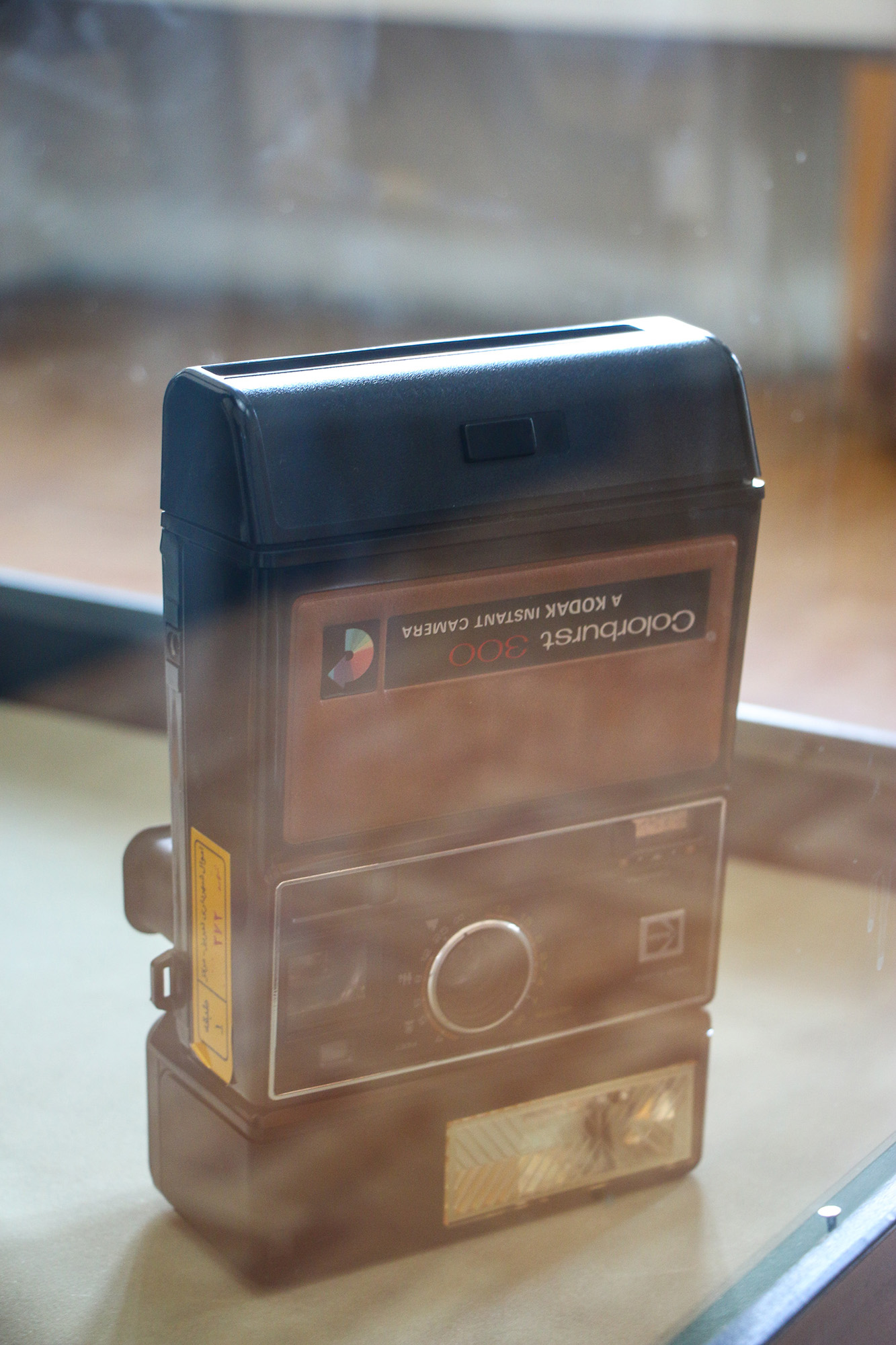
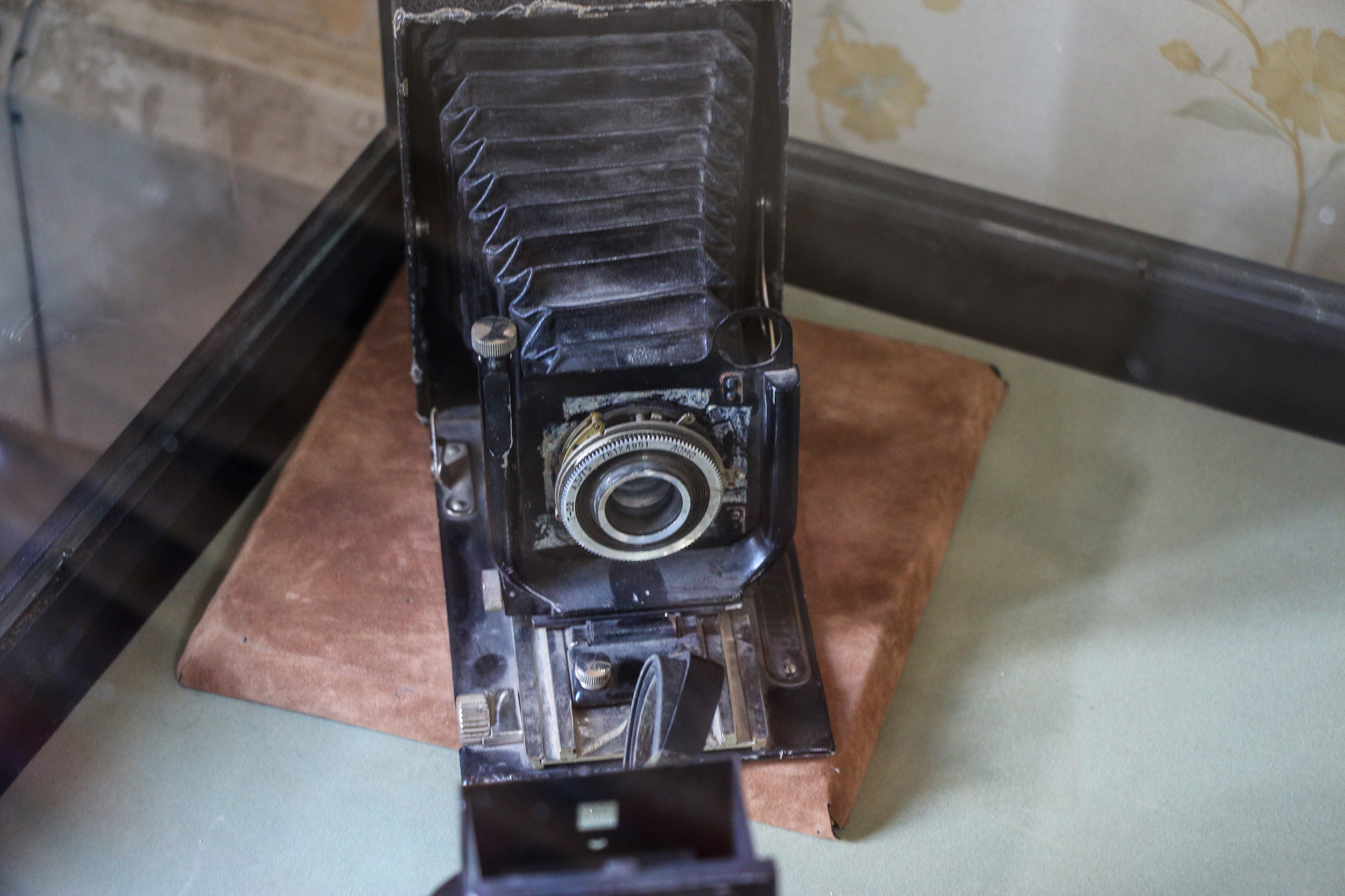
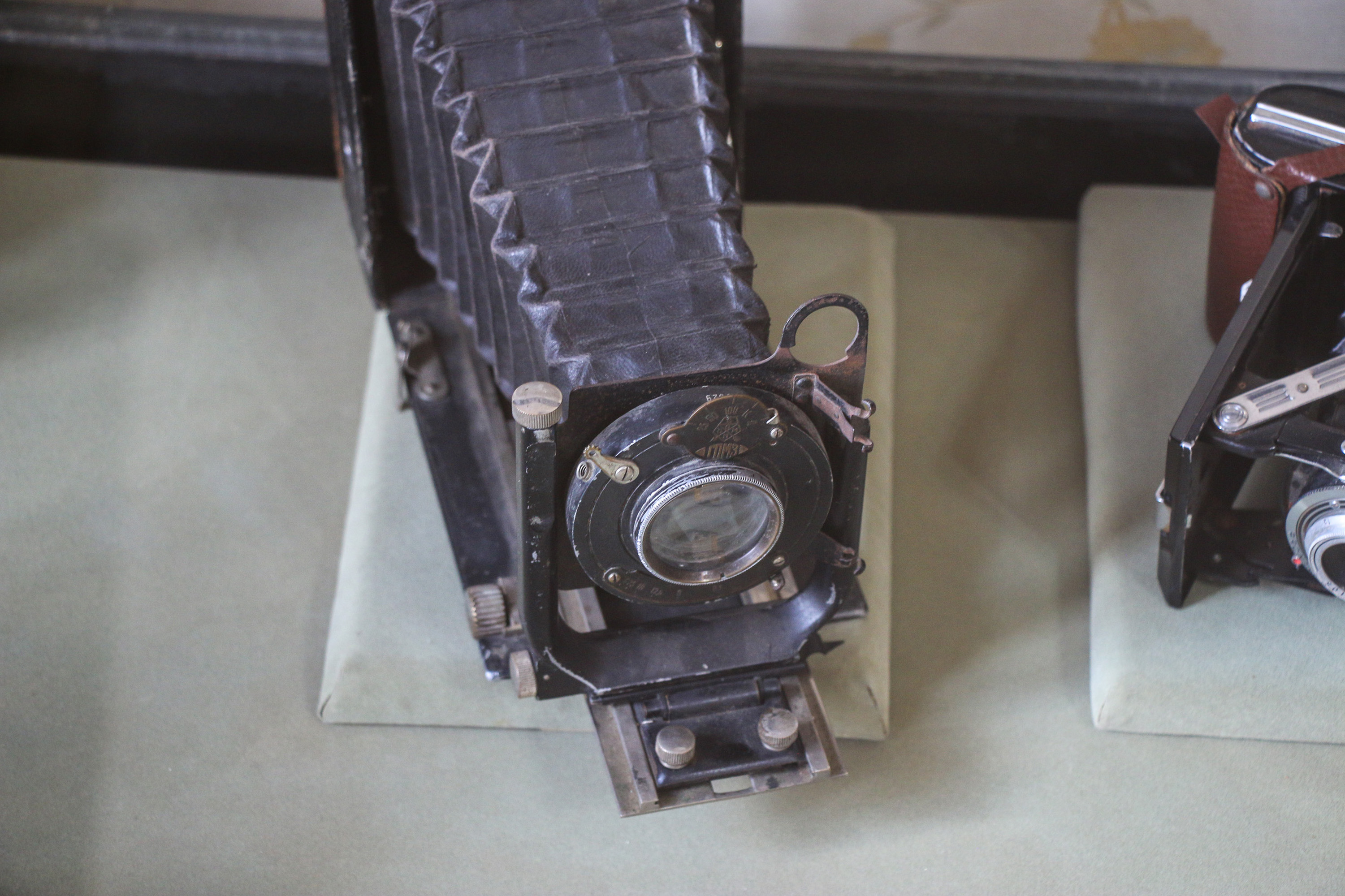
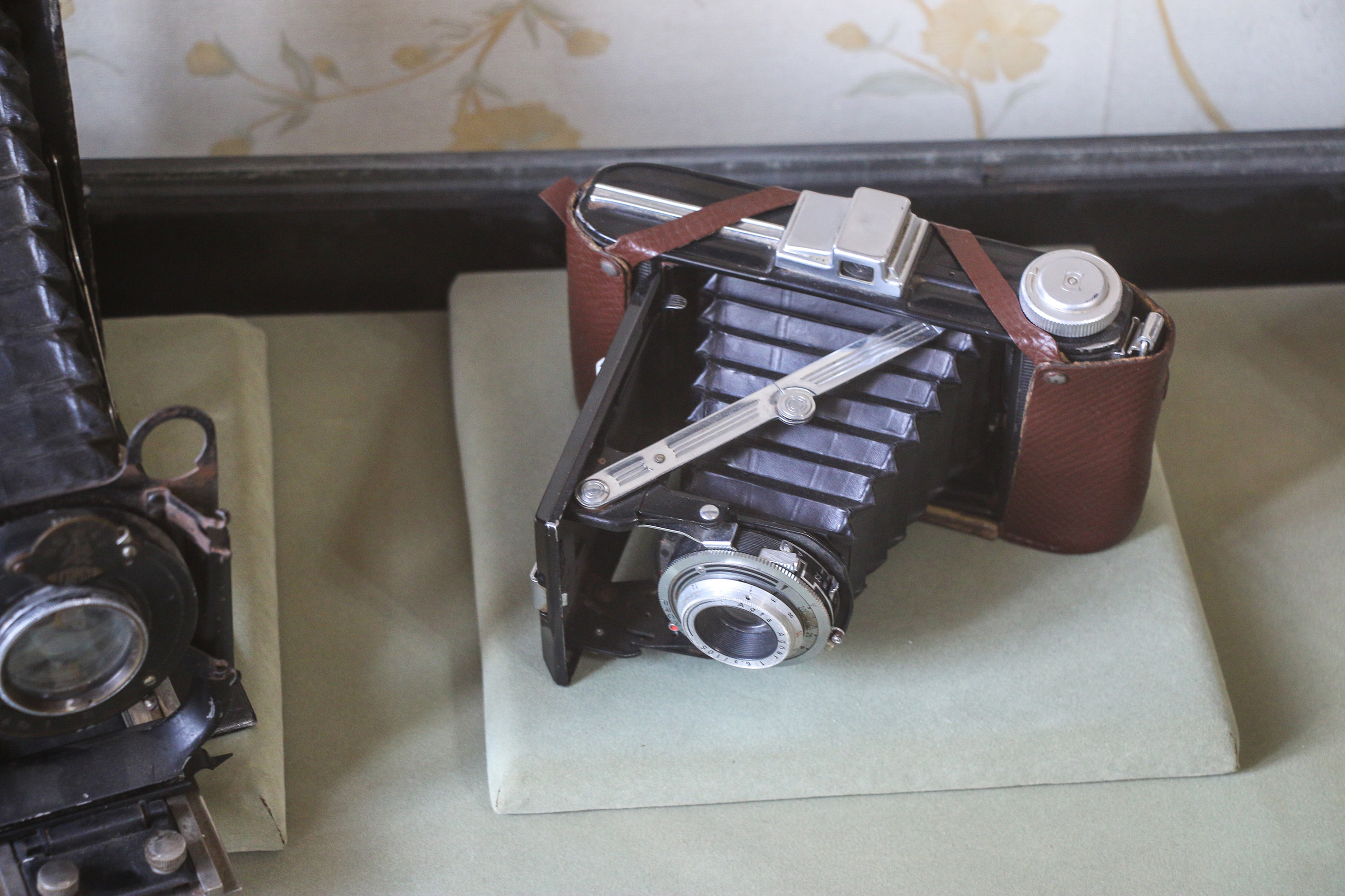

## آثار و اشیاء
در این موزه اشیاء، آثار و اسناد قدیمی مربوط به بلدیه تبریز، هدایای مقام‌ها و شخصیت‌های خارجی به شهرداران، کتب خطی و آثار هنری، اسناد اداری و مالی، جام‌های قهرمانی باشگاه شهرداری تبریز، چینی آلات، سفرنامه‌های نوشته شده دربارهٔ تبریز، تجهیزات، امکانات و اسناد مربوطه به شهر نخستین‌ها با همکاری شهرداری تبریز و برخی از شهروندان تبریزی جمع آوری و در معرض دید قرار گرفته‌است.

## نگارخانه

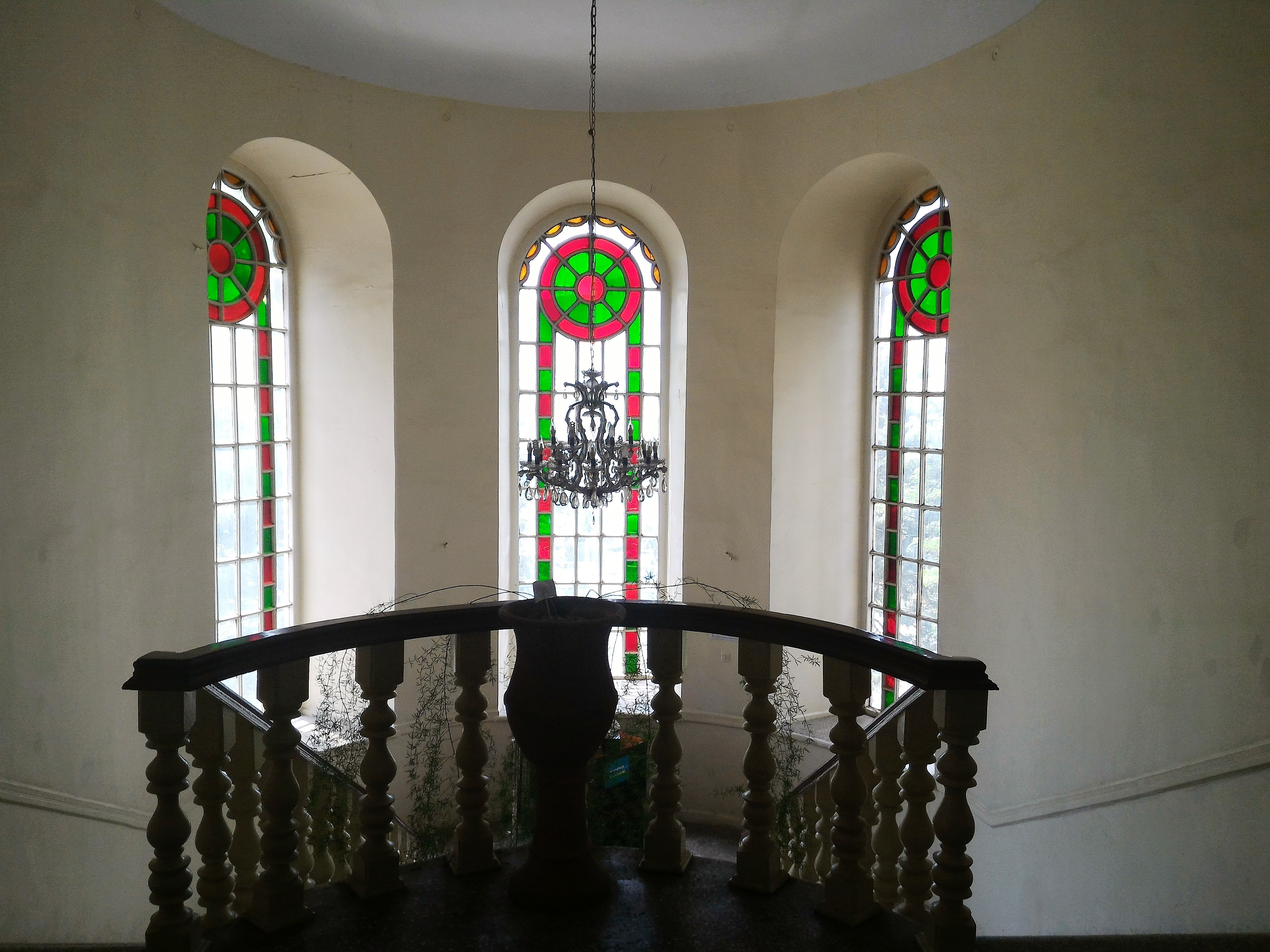
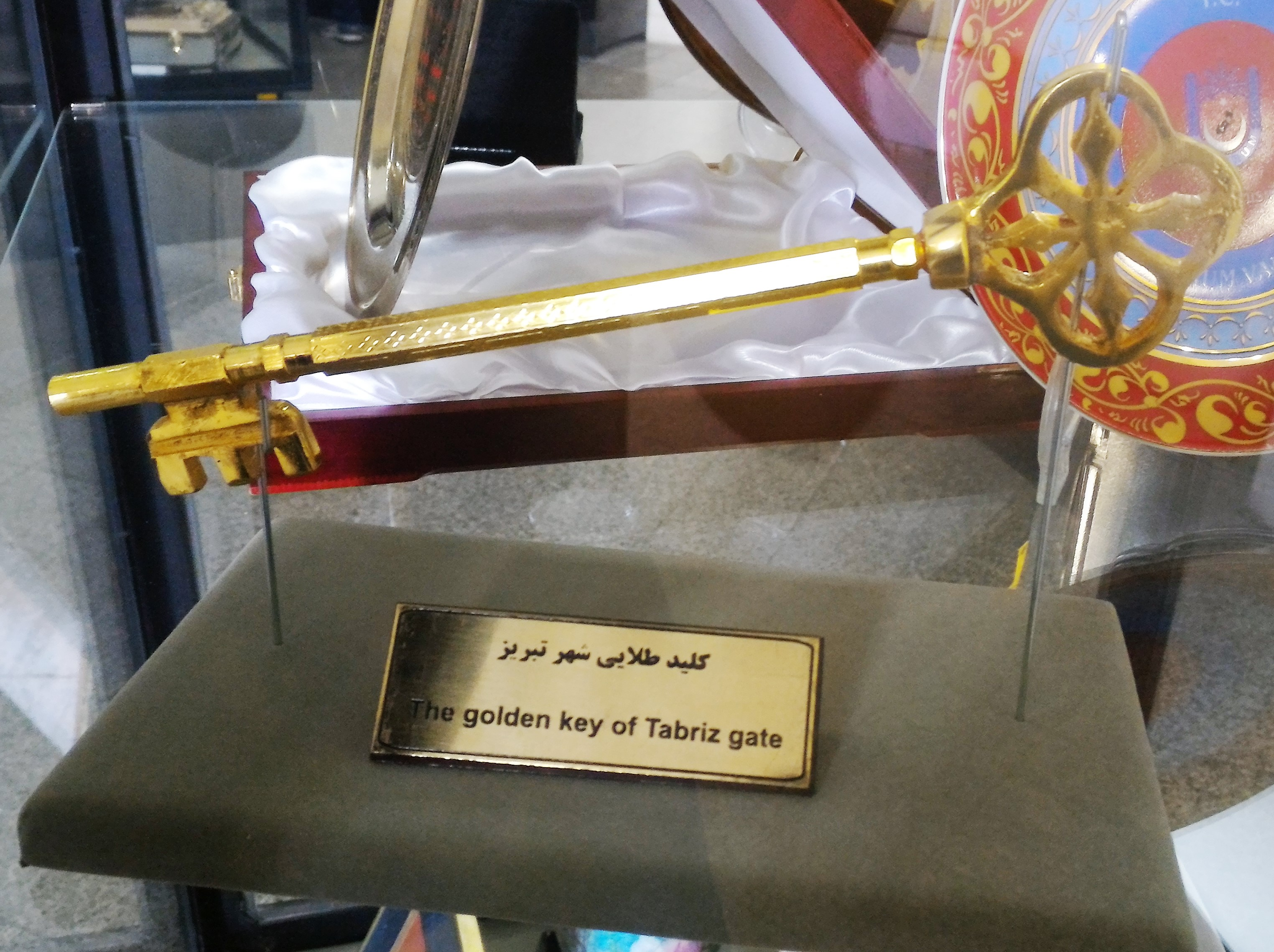
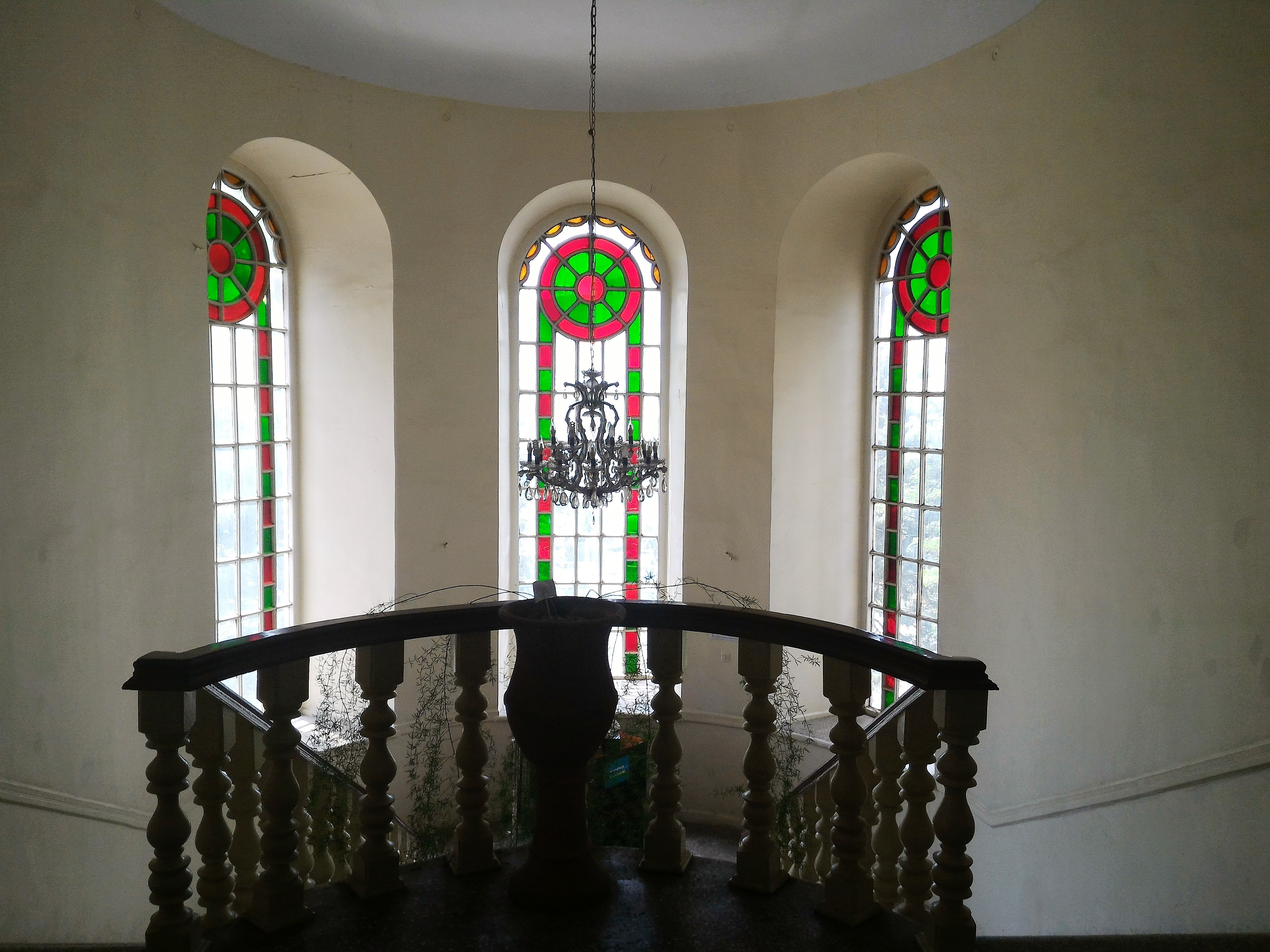
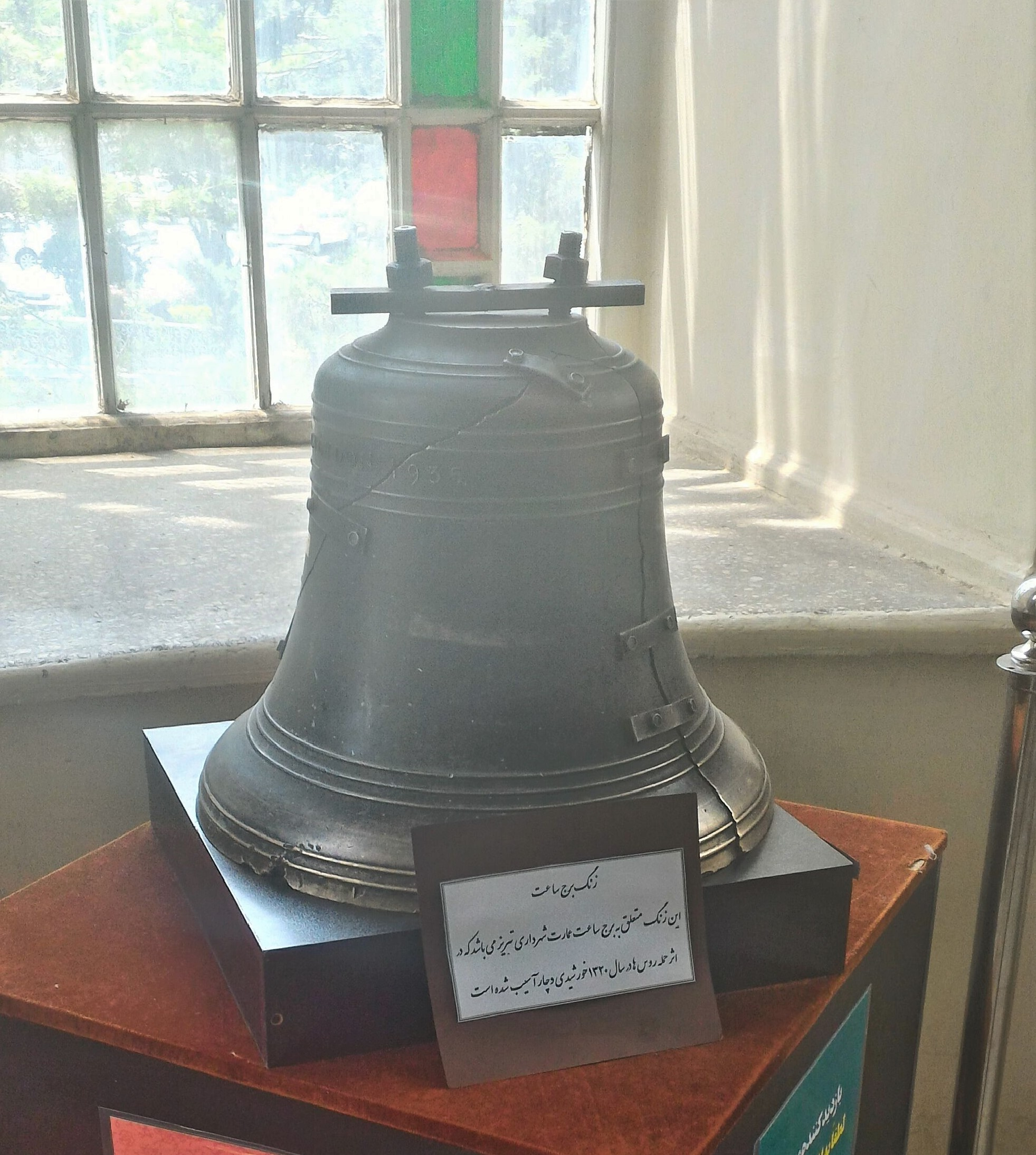
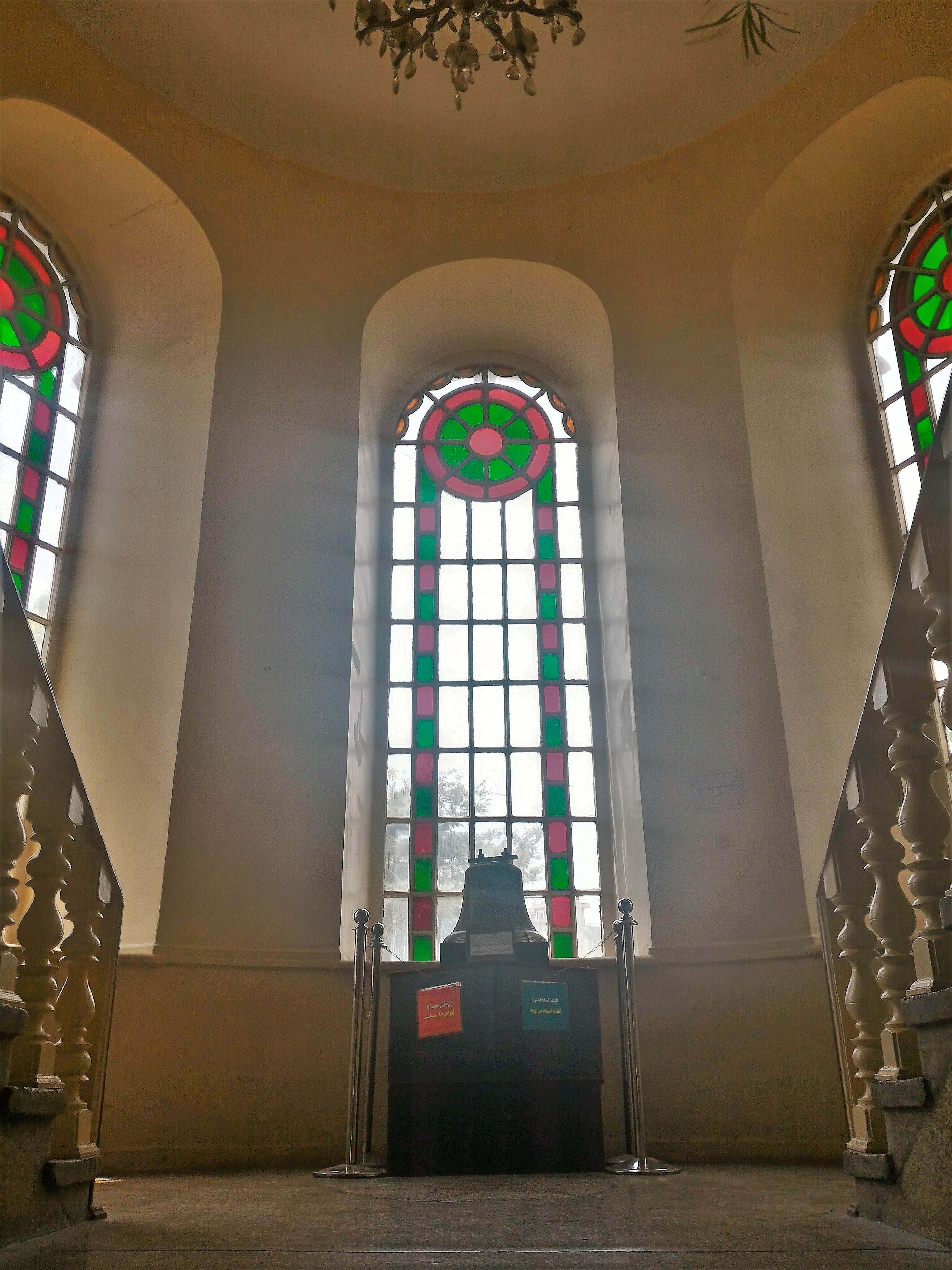
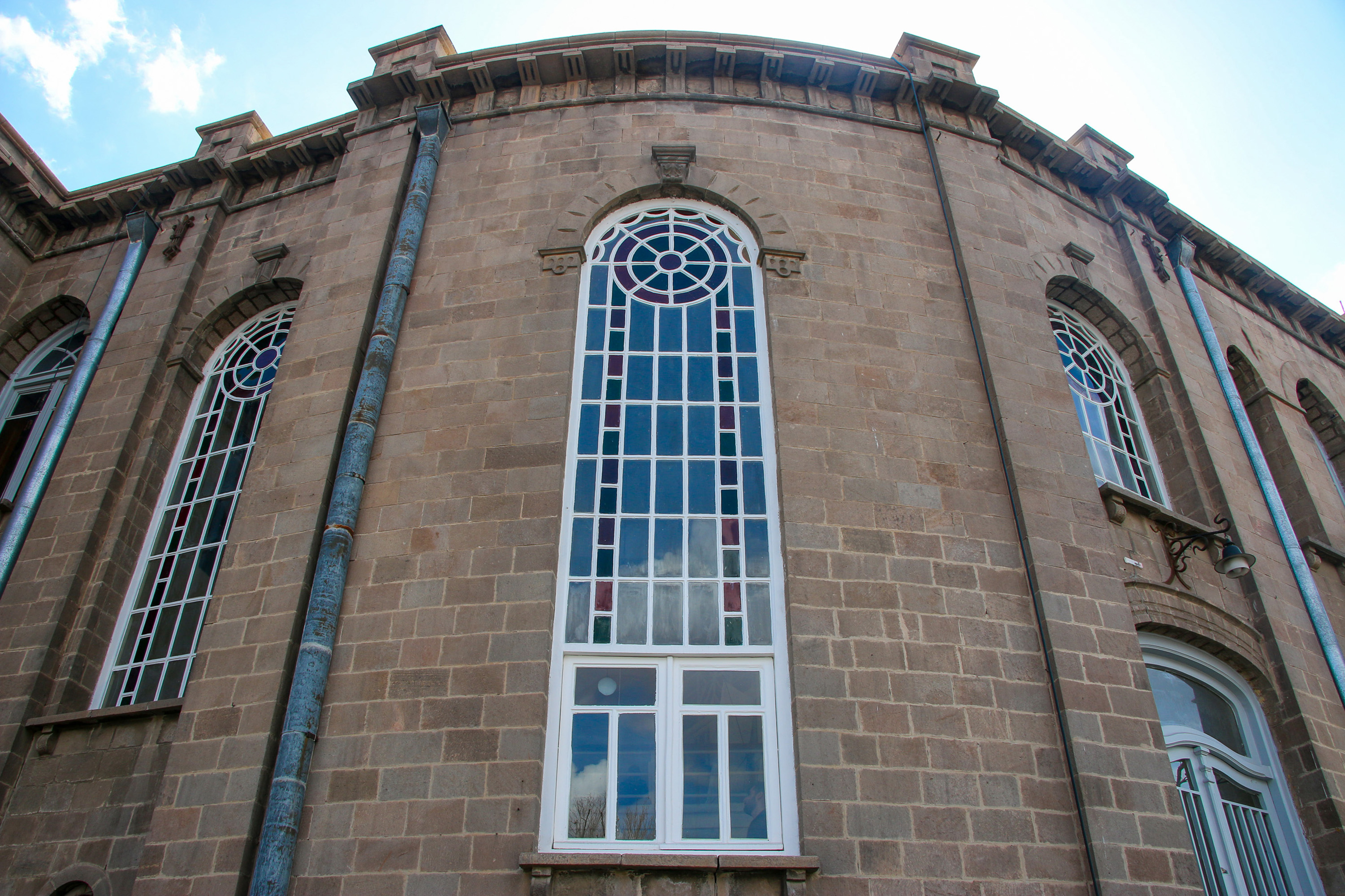
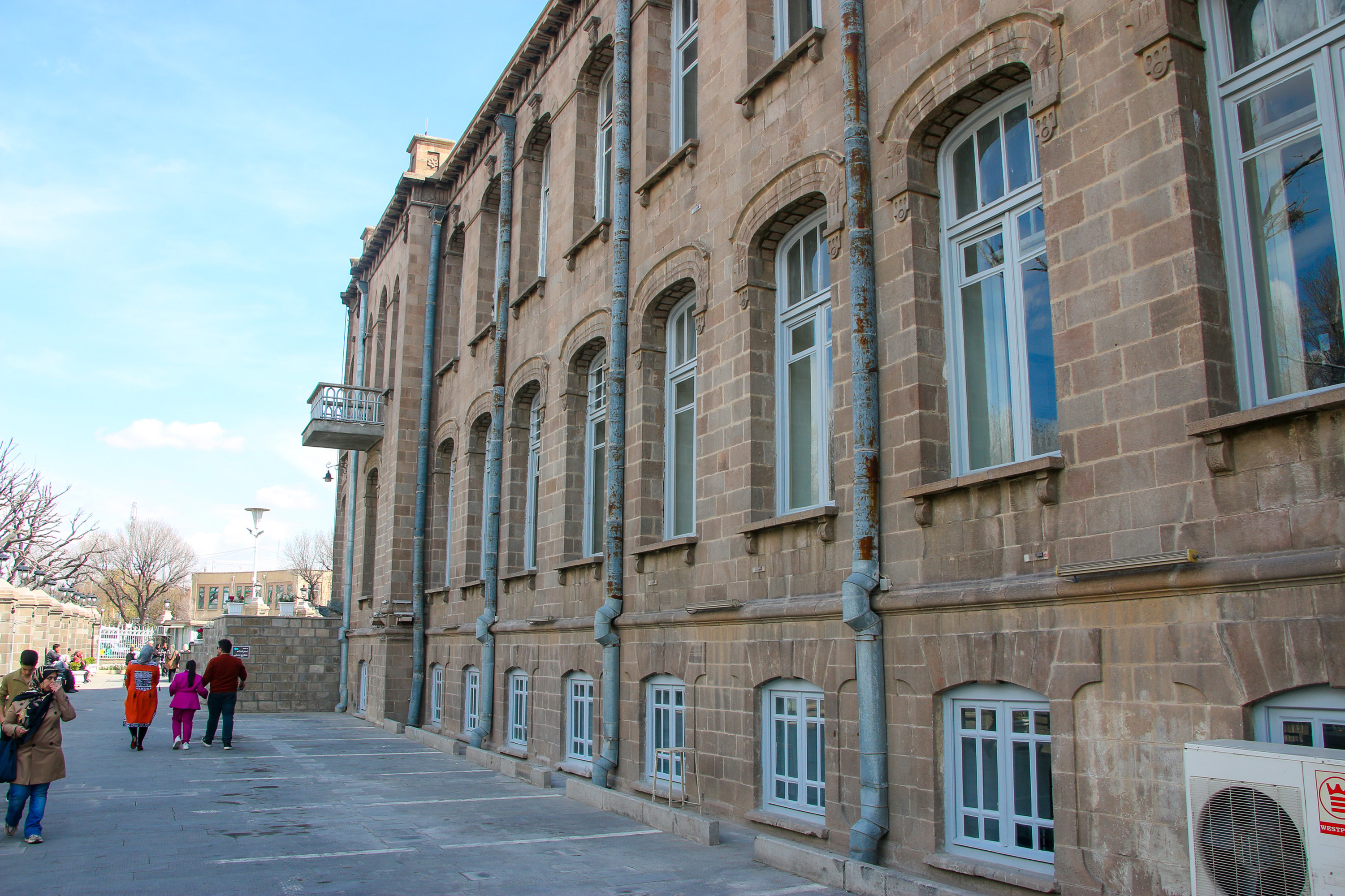
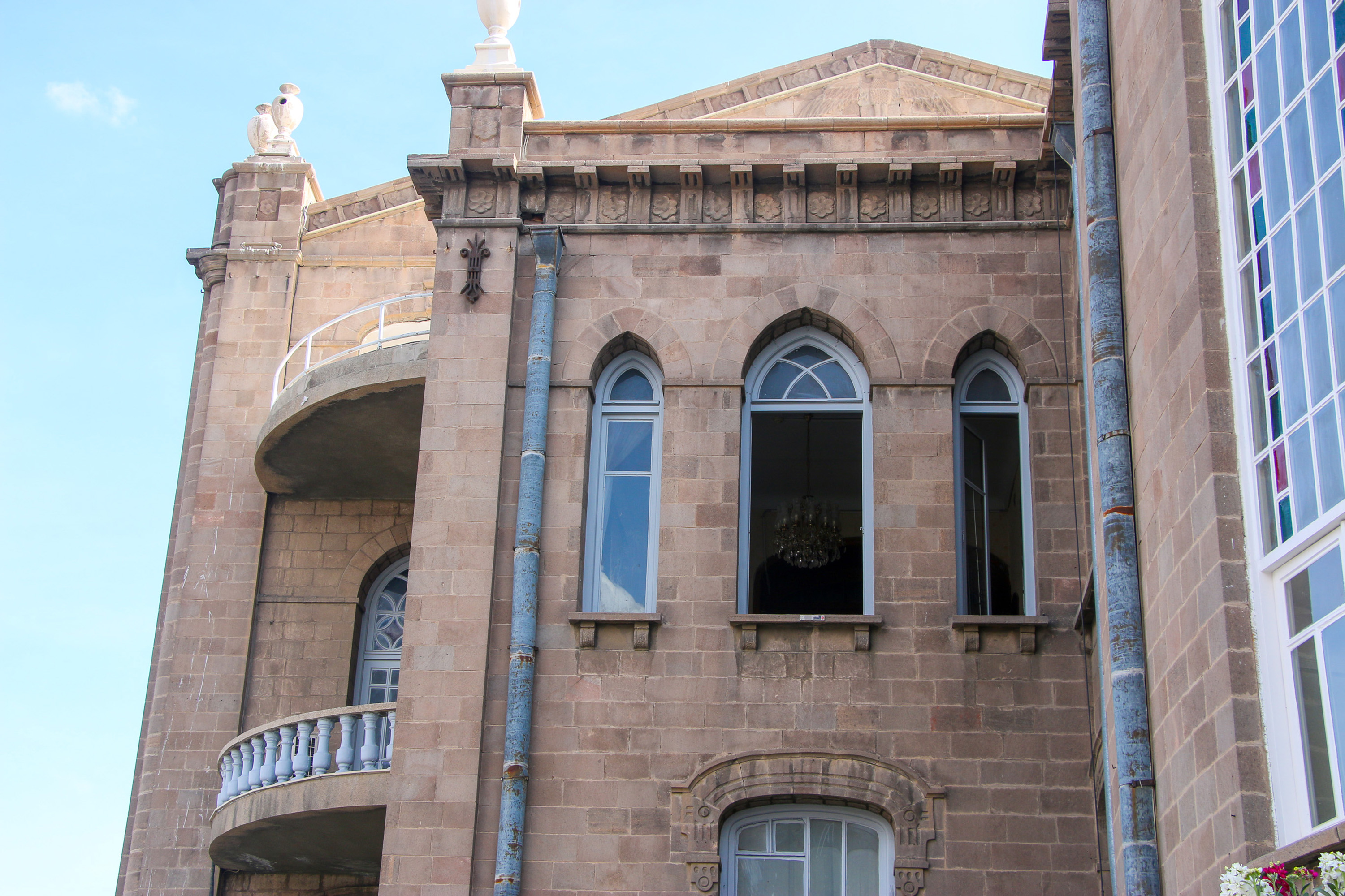
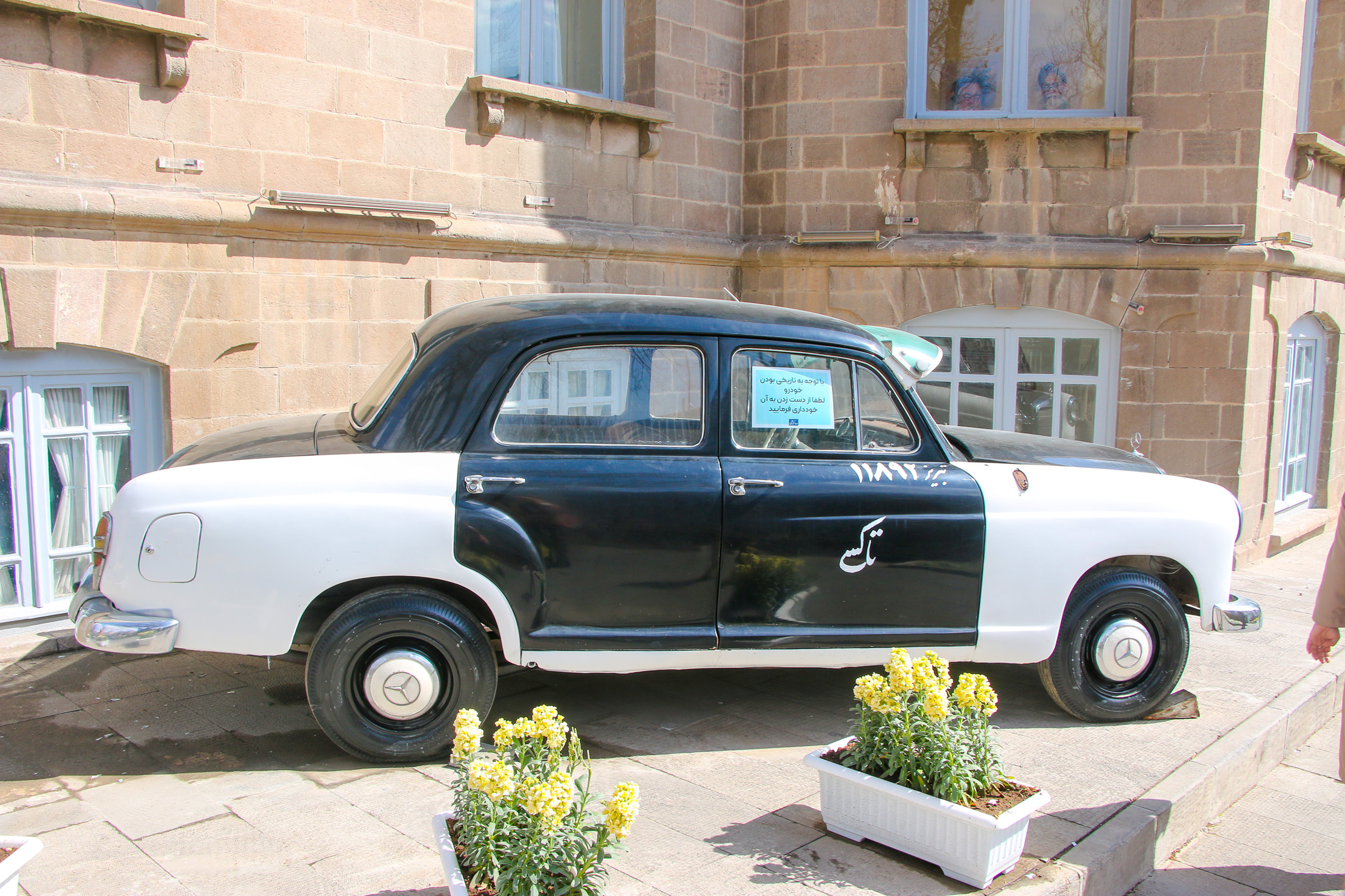
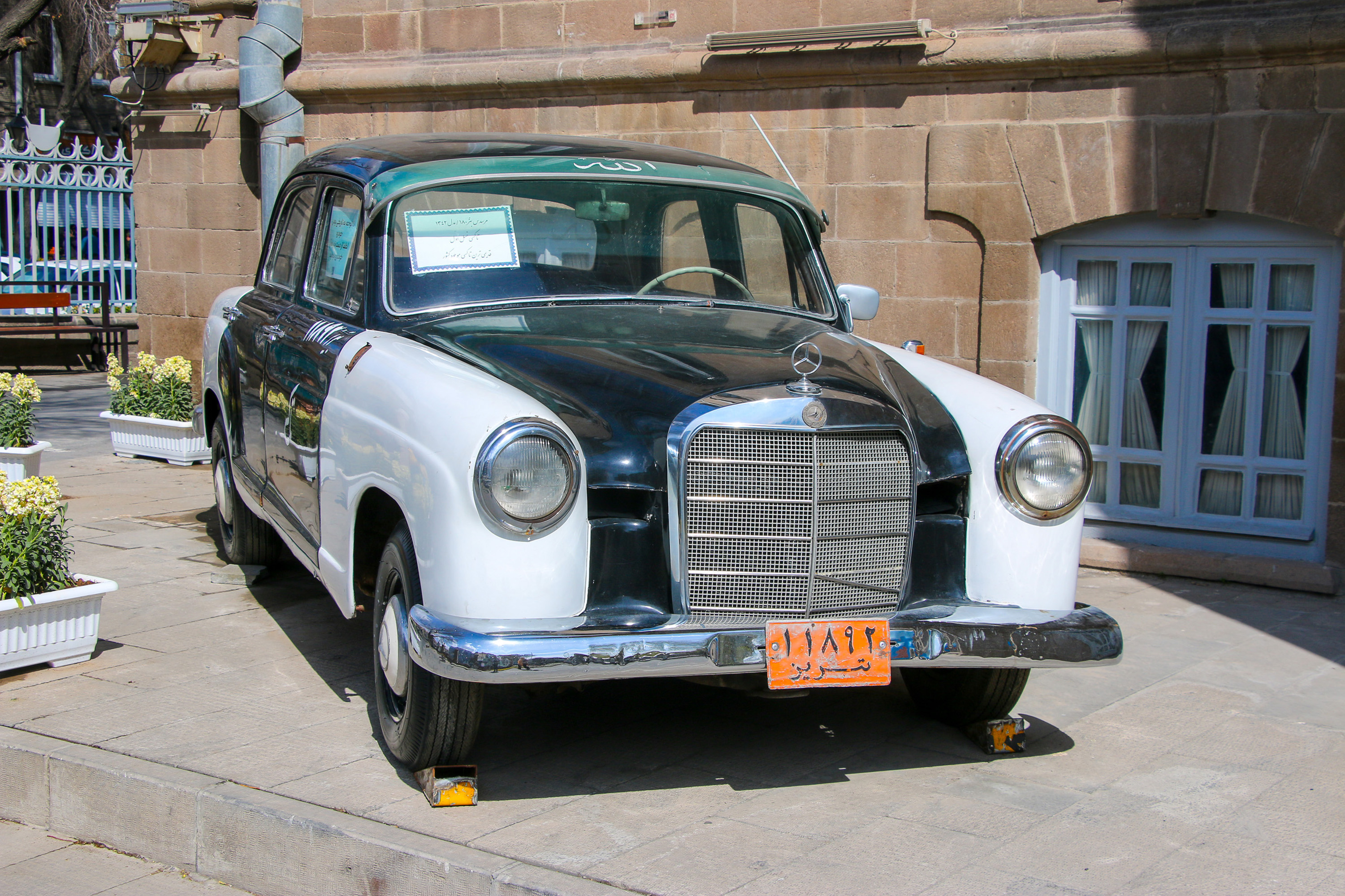
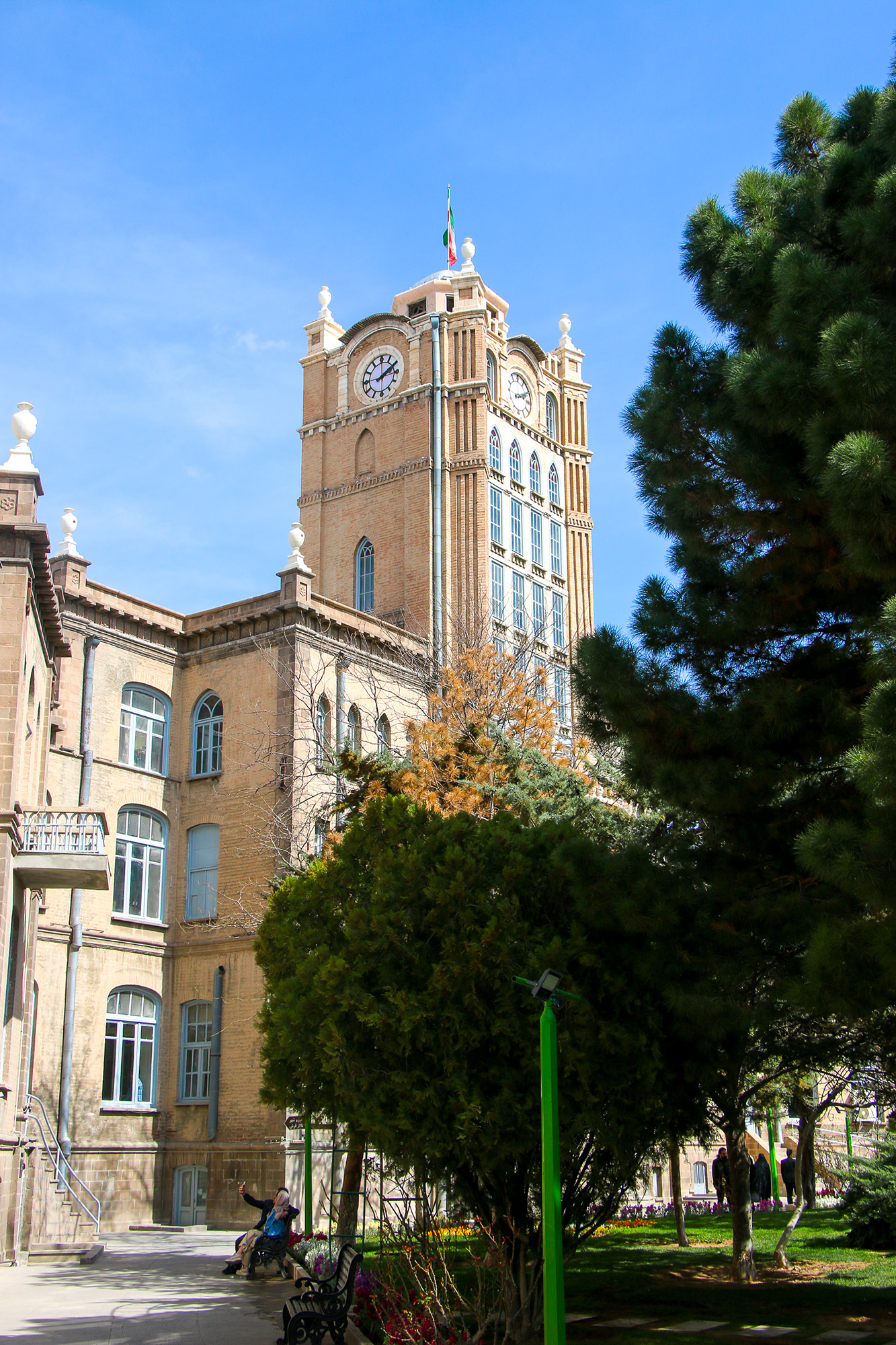
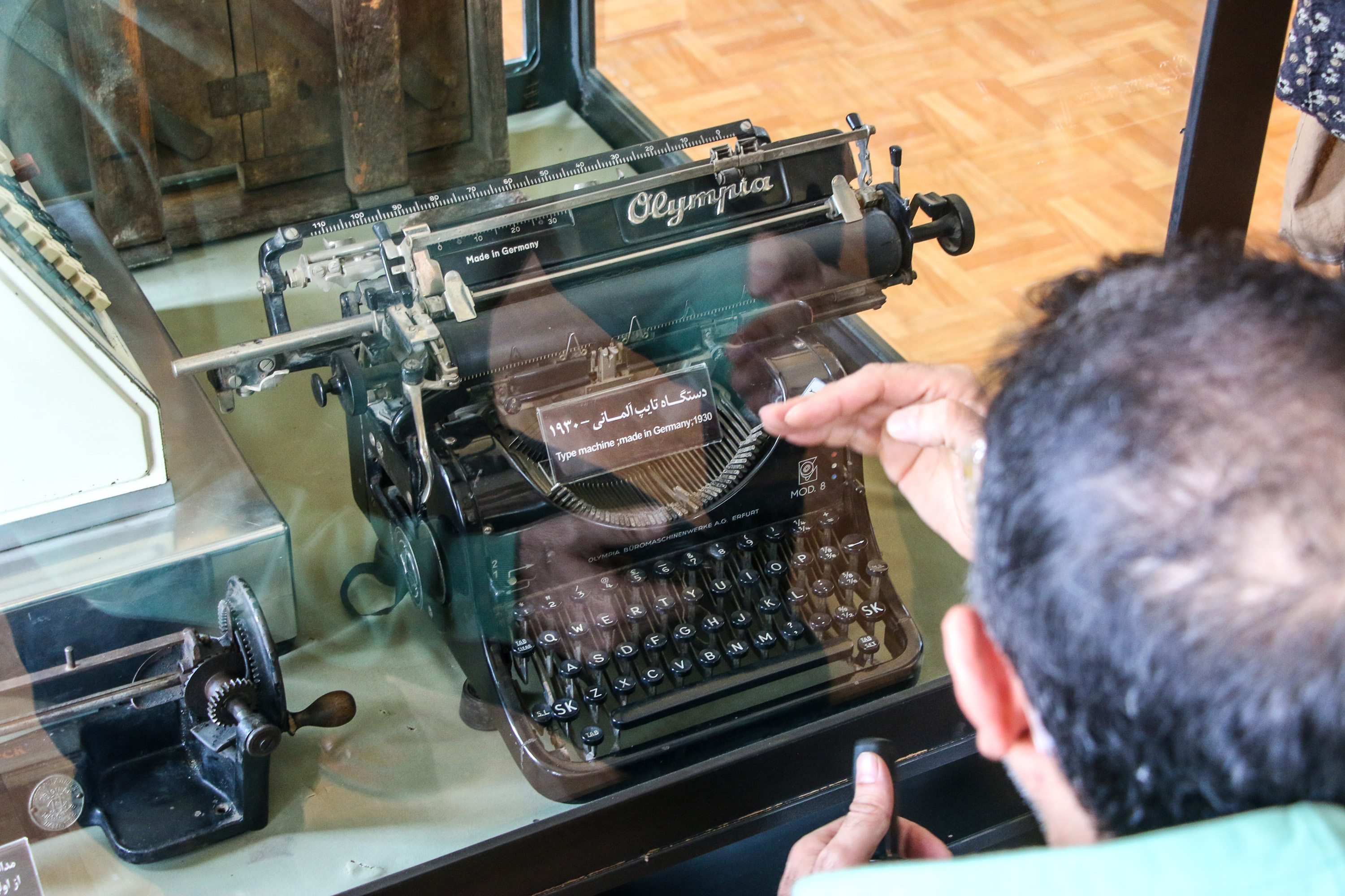
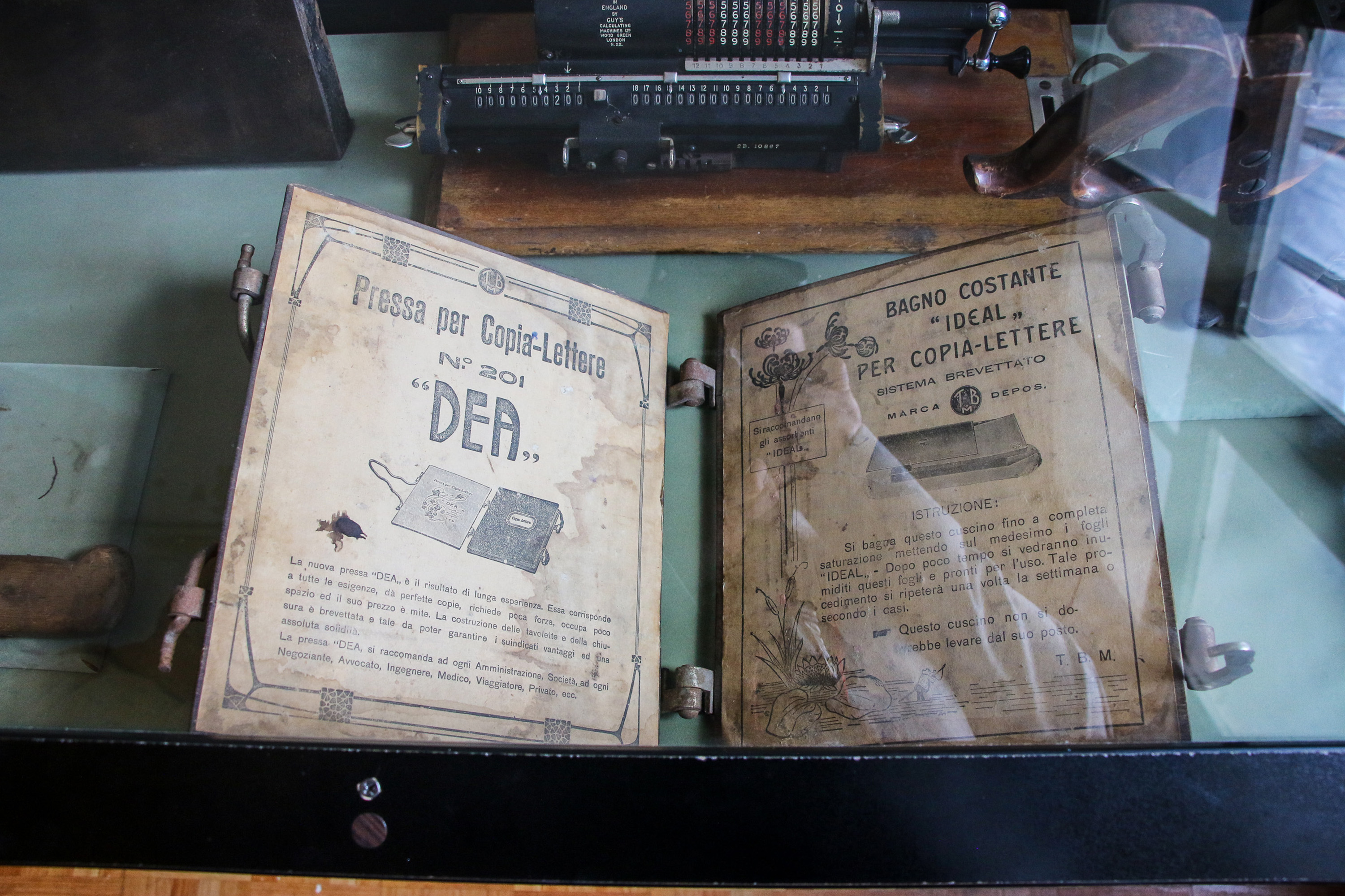
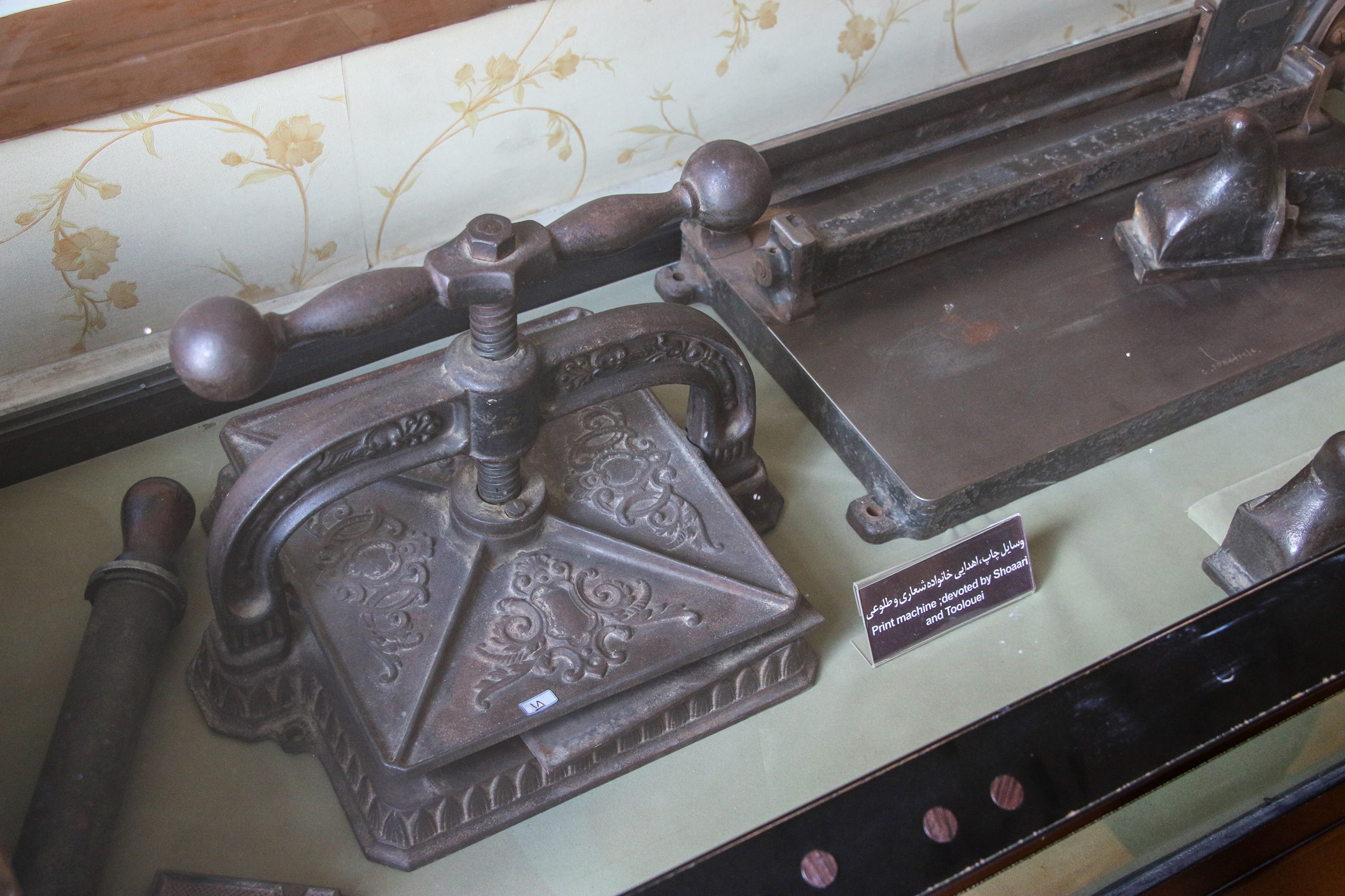
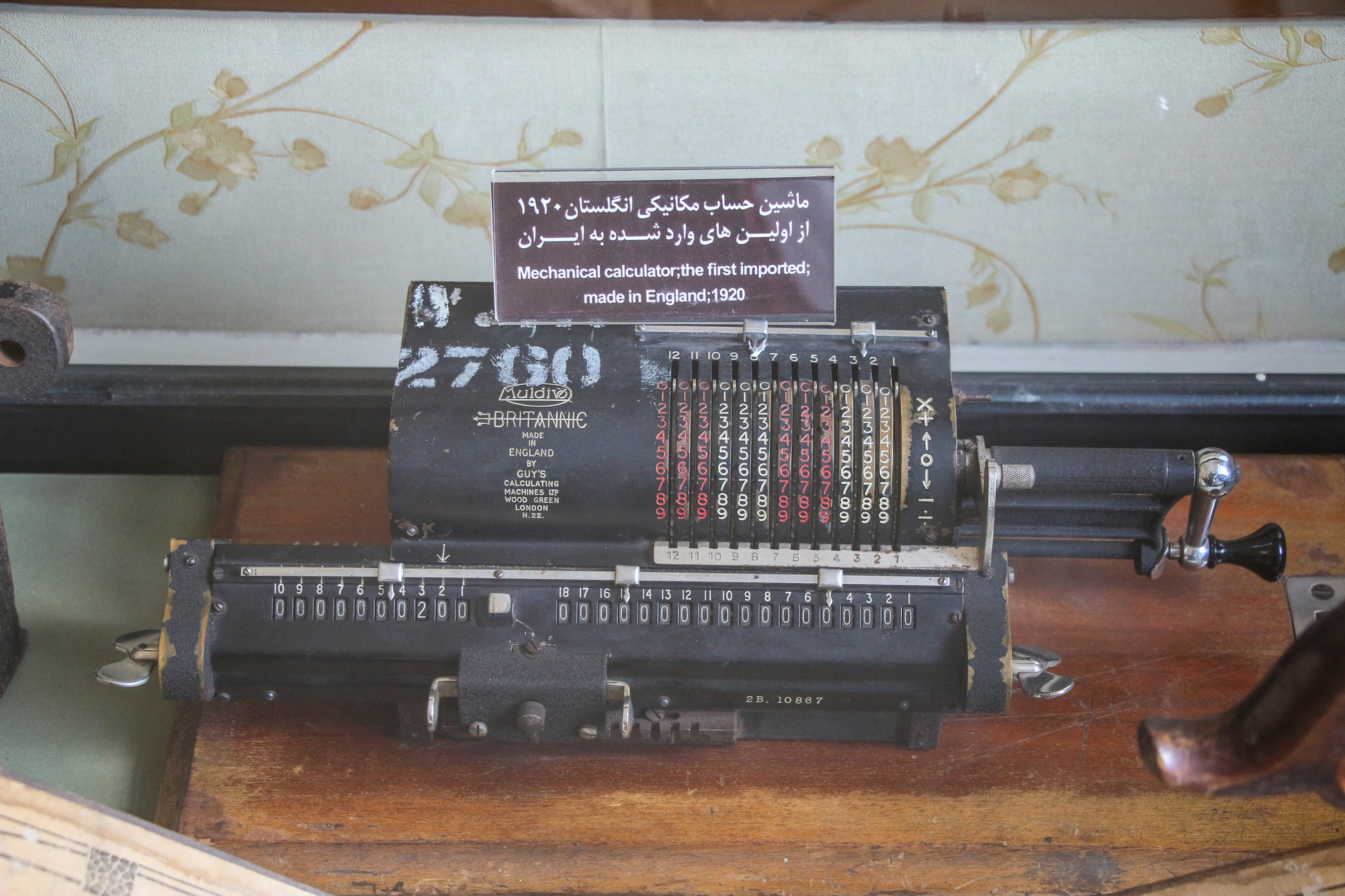
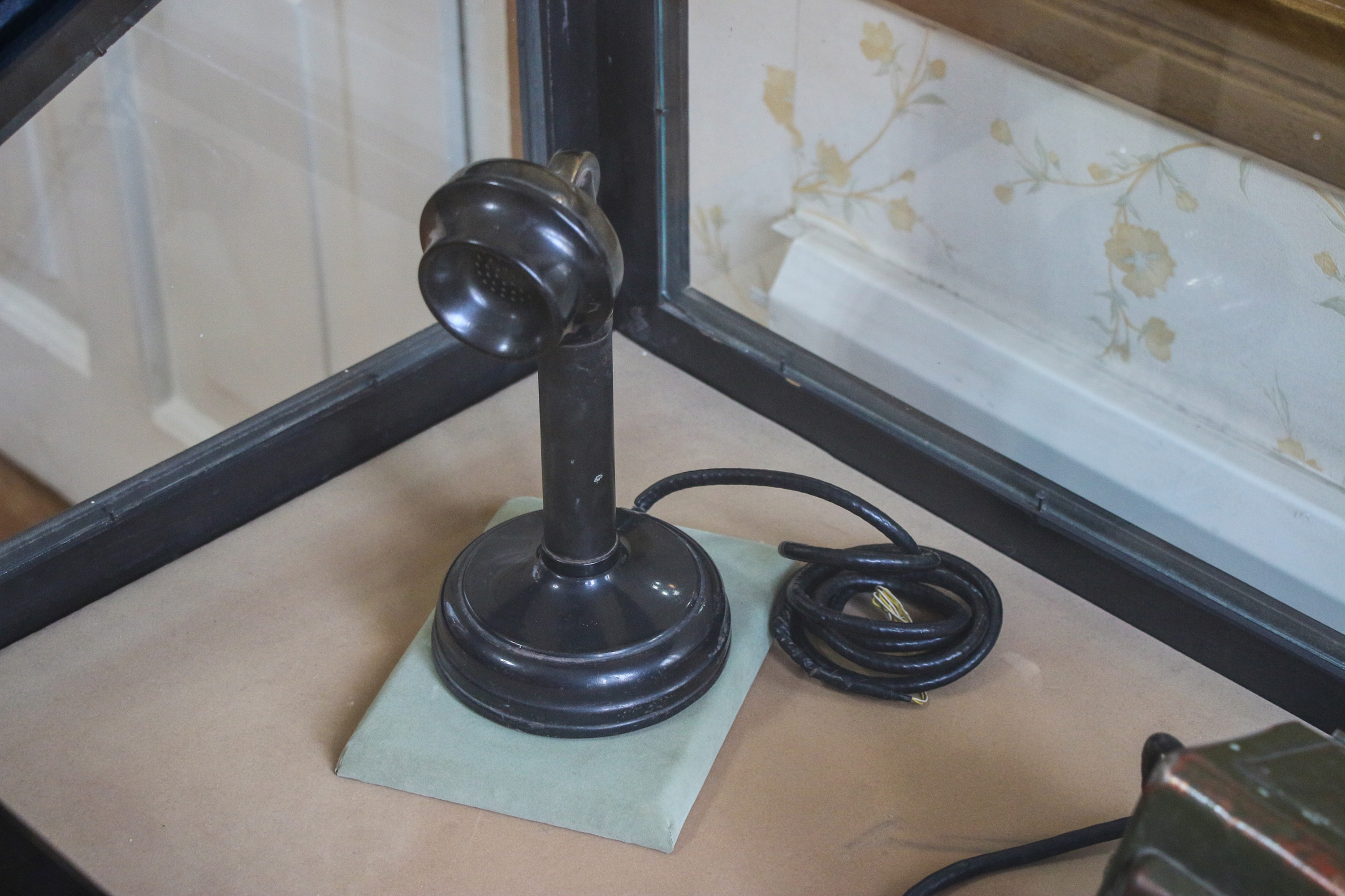
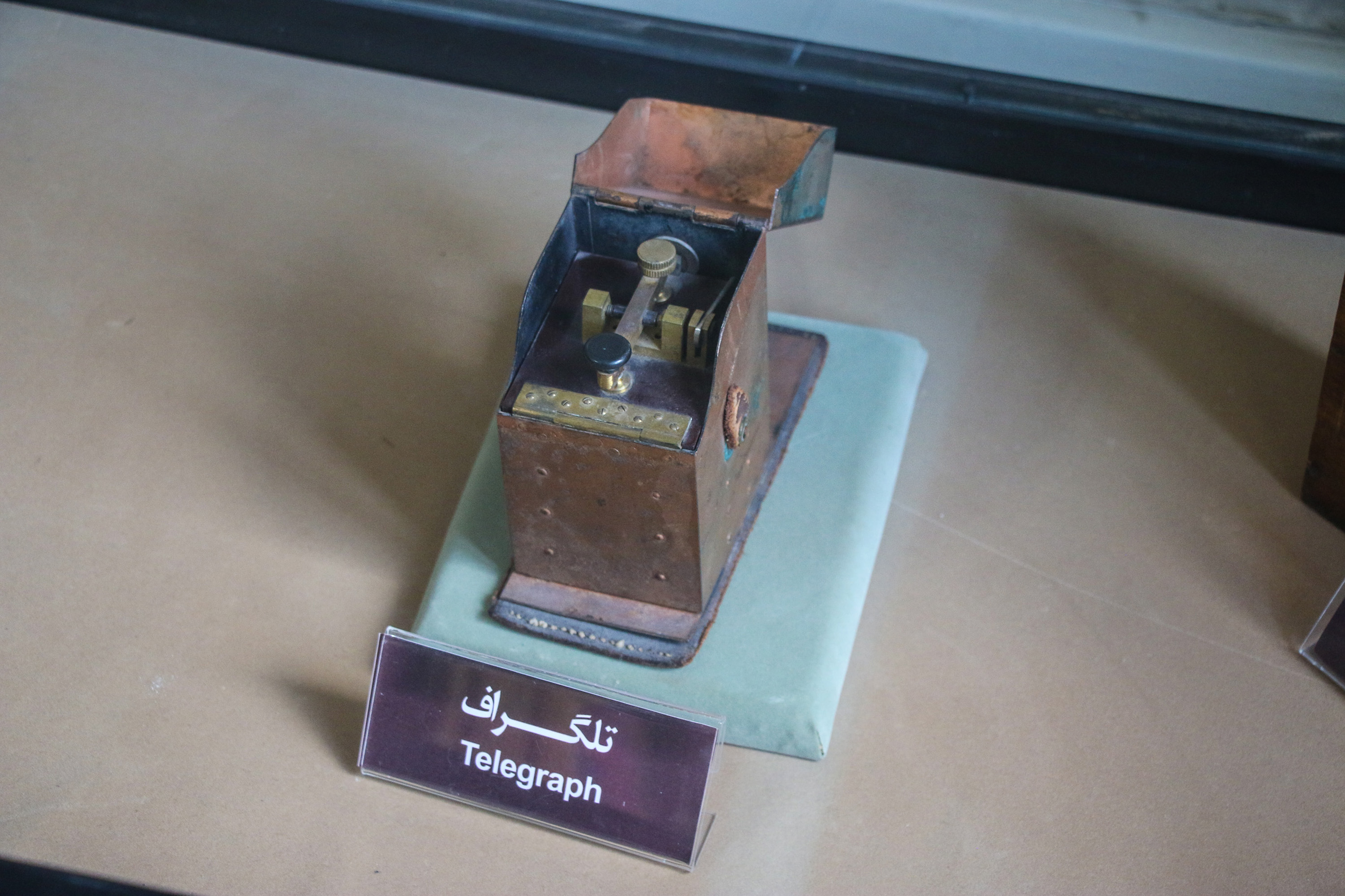
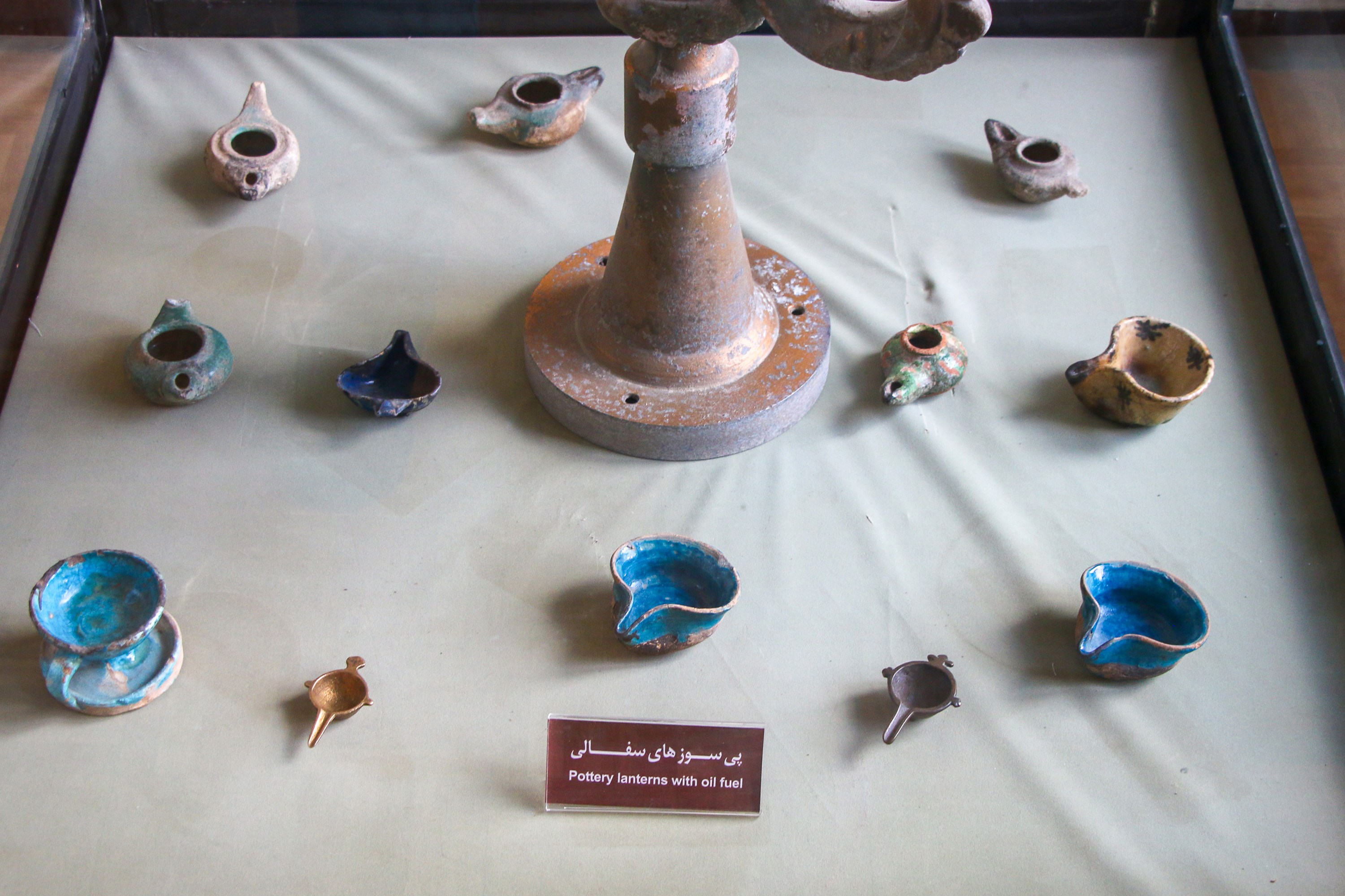
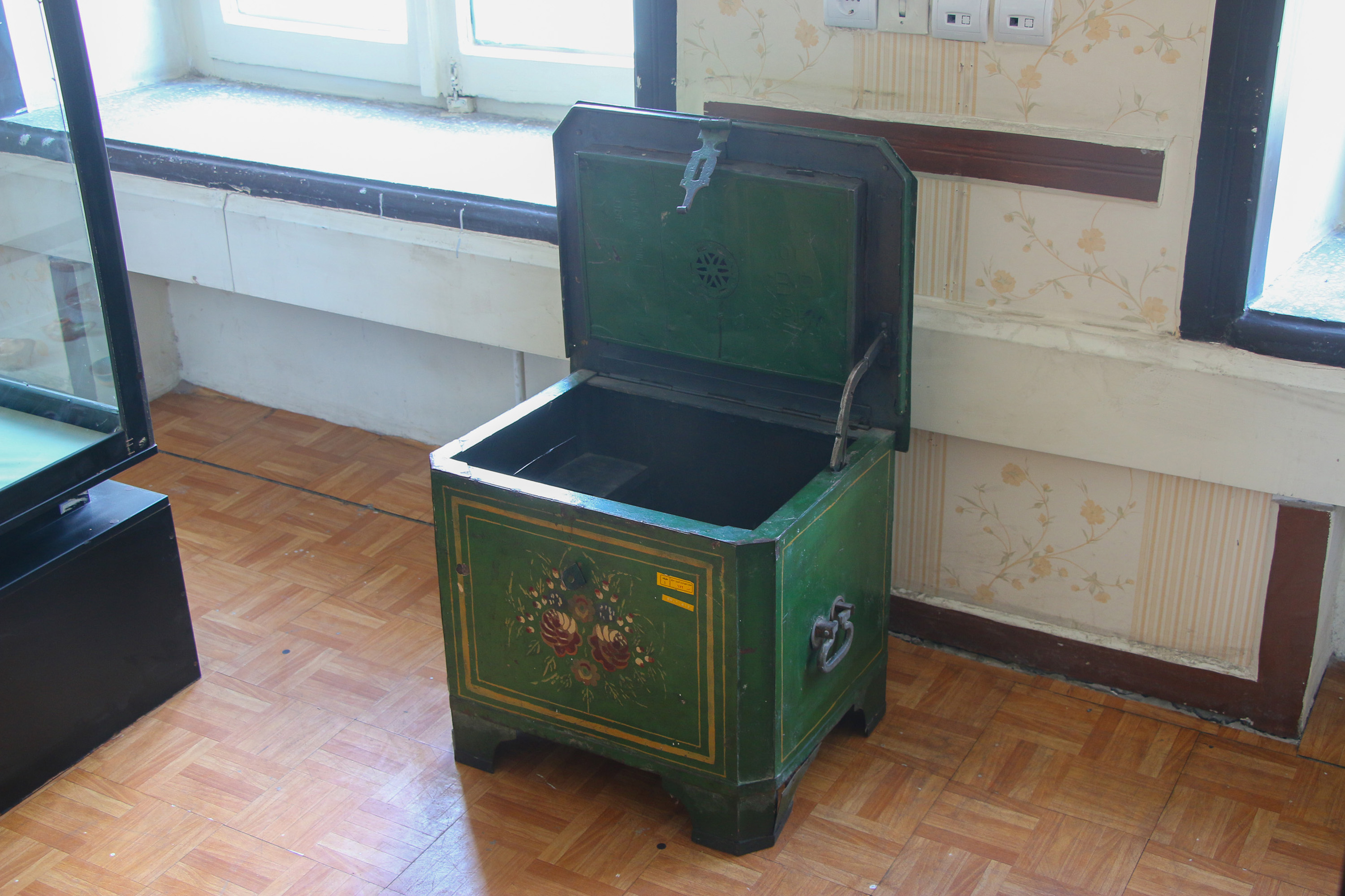
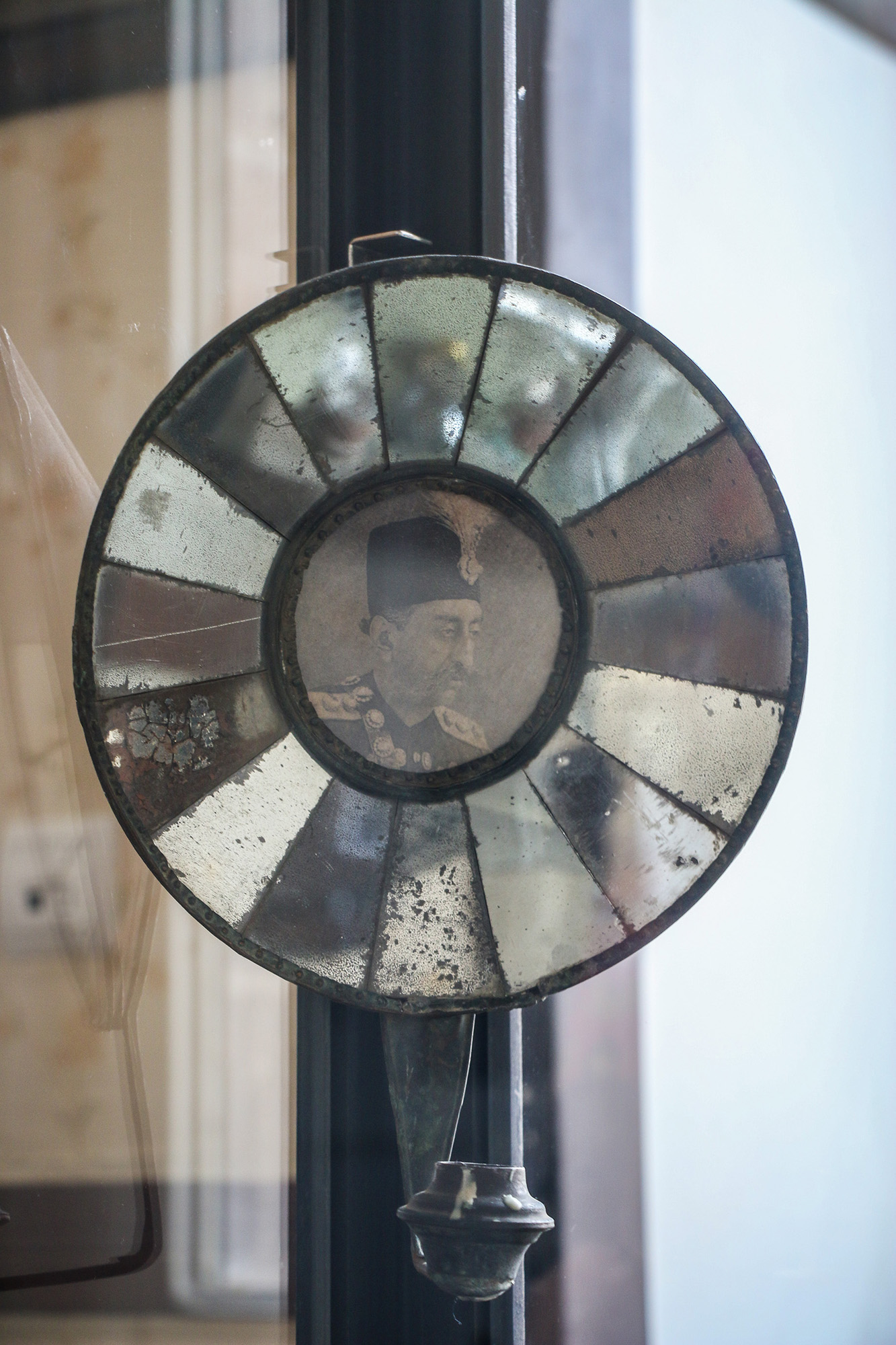
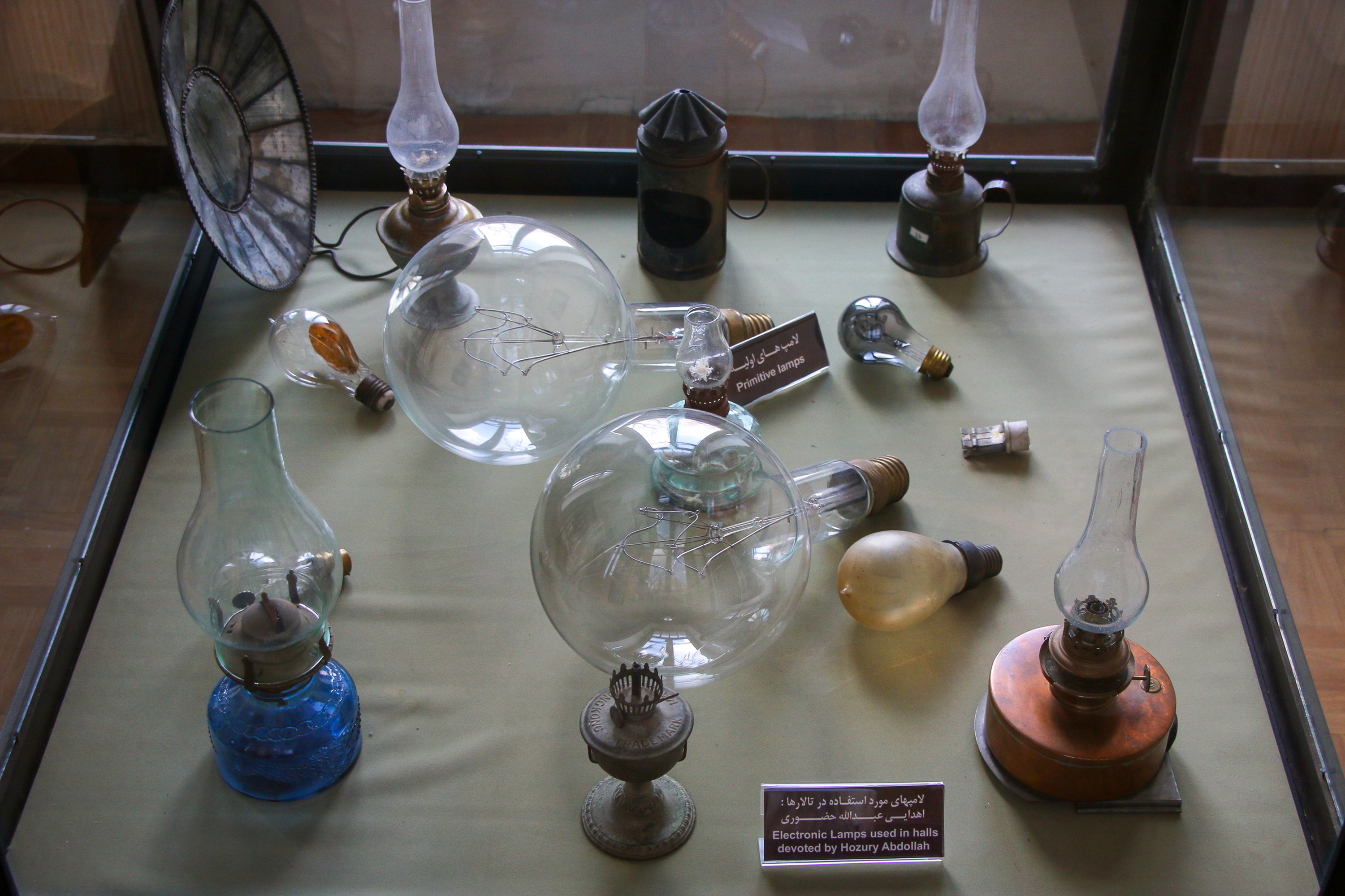
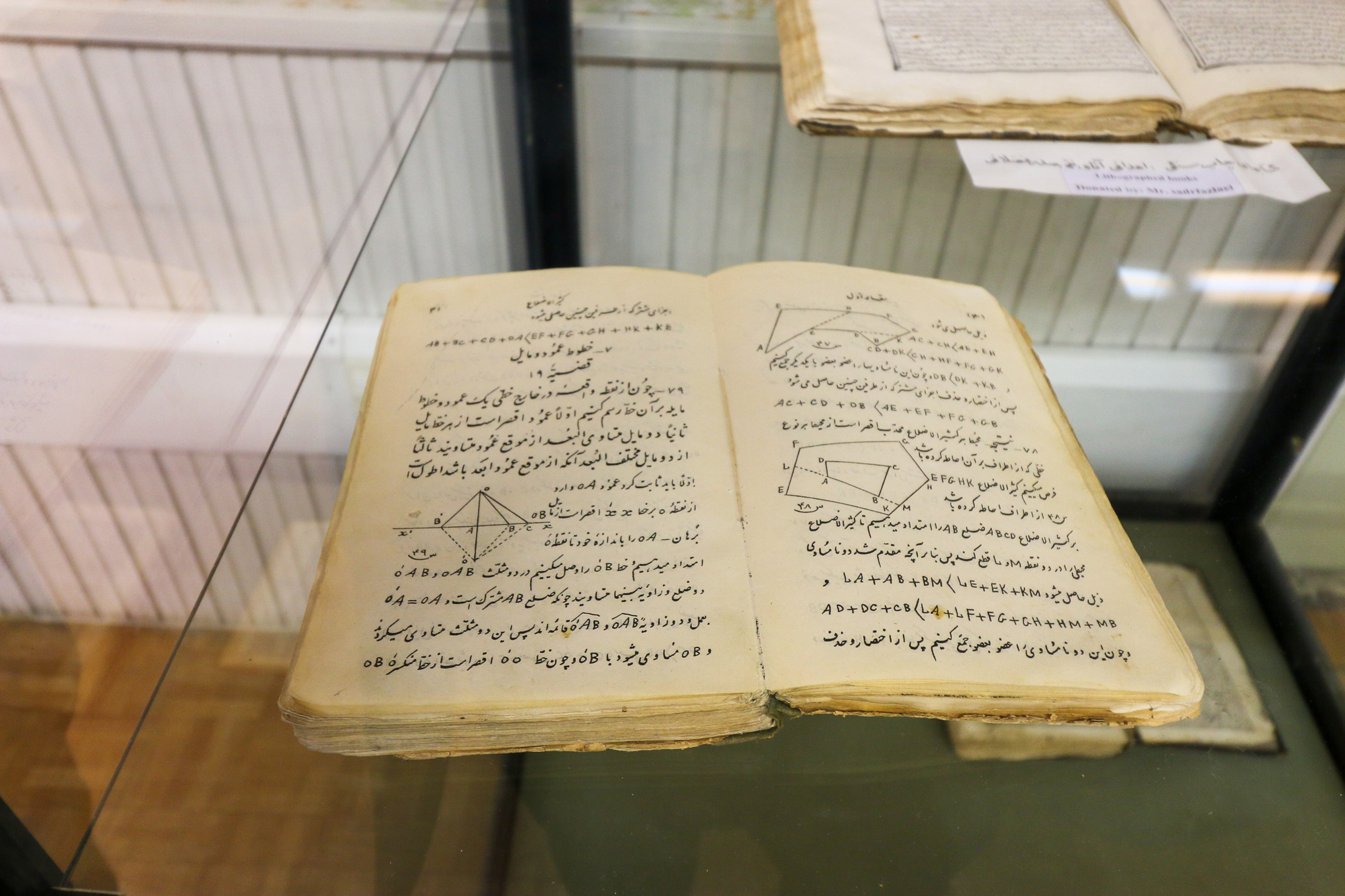
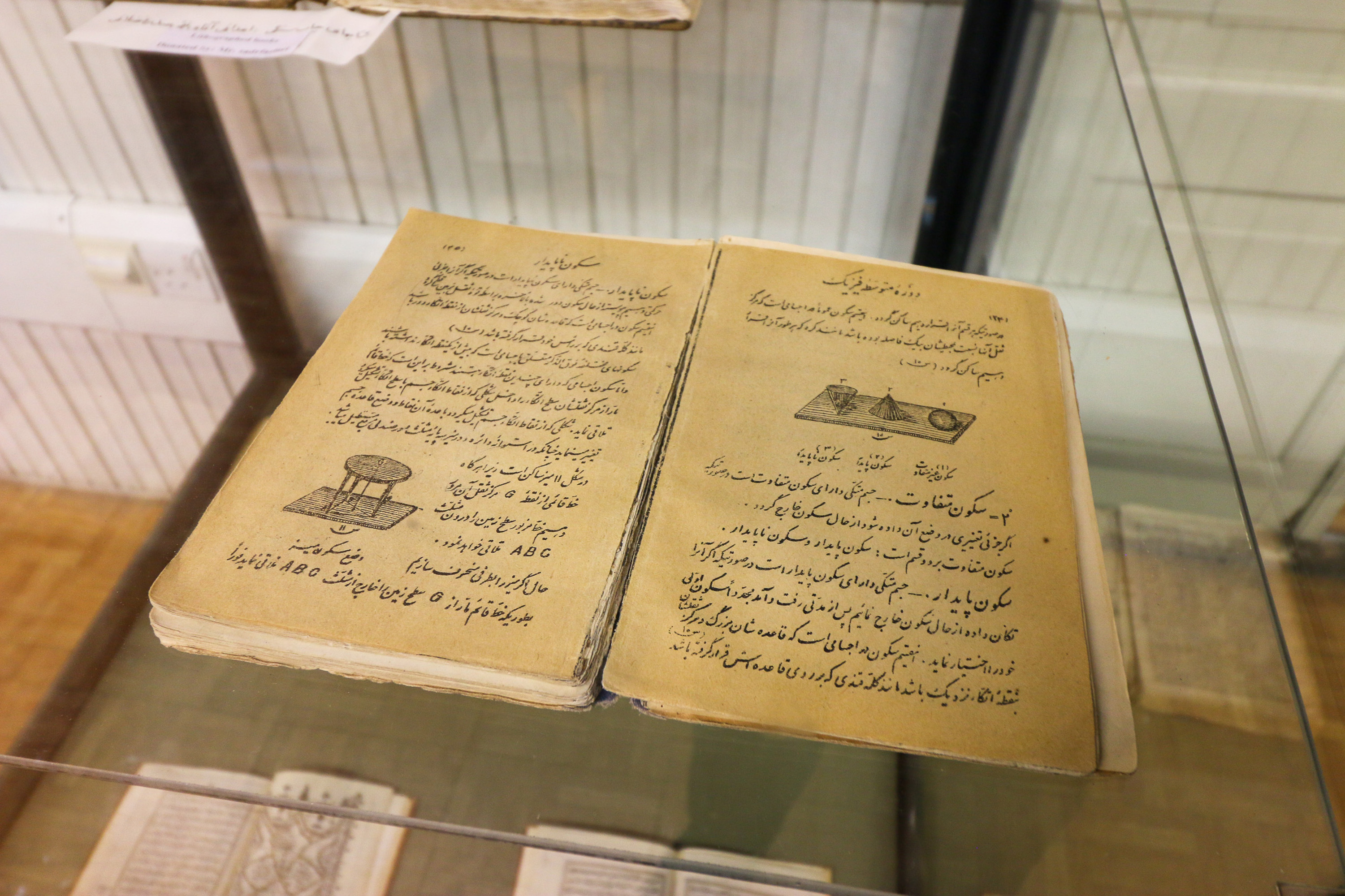
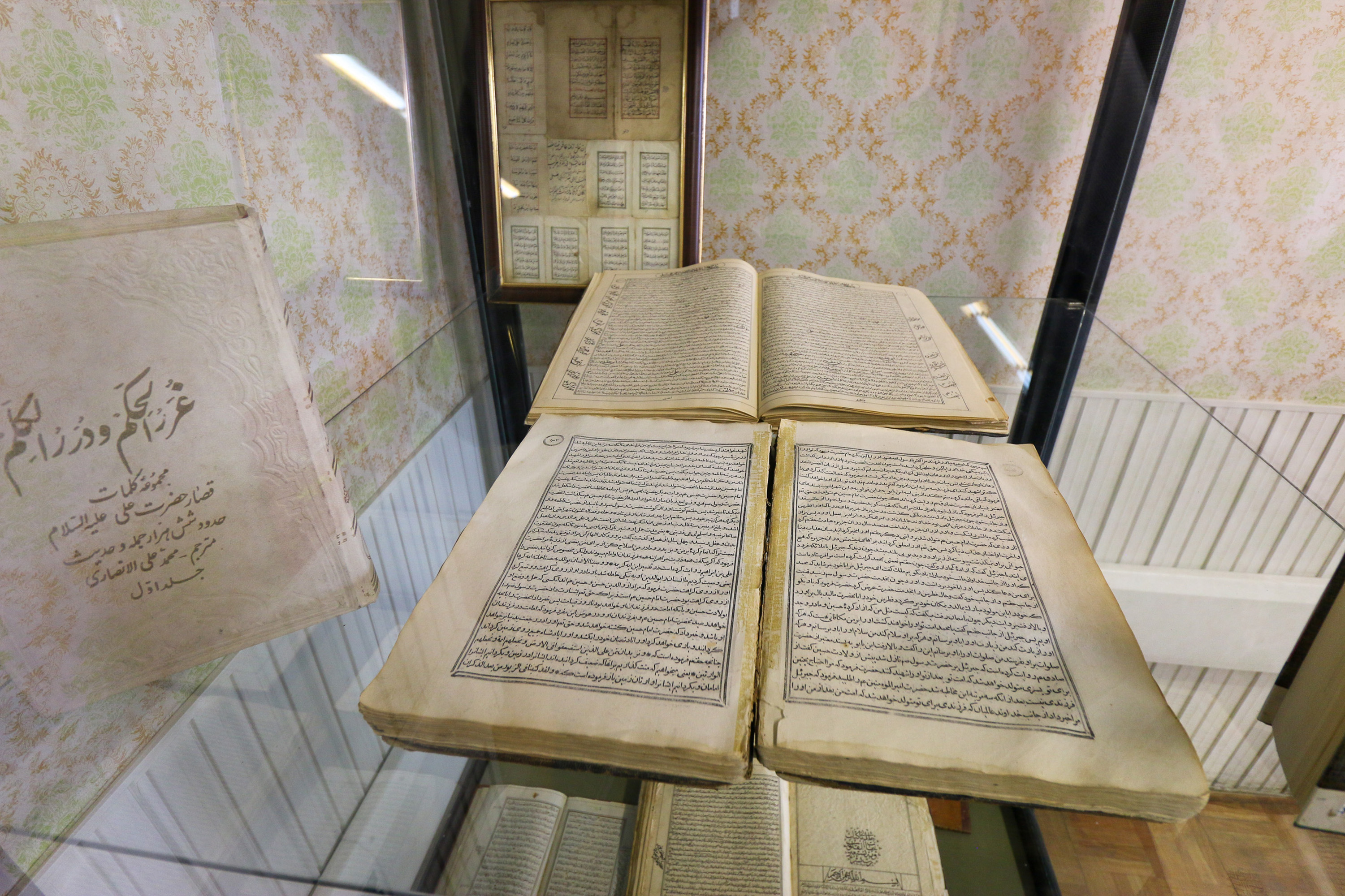
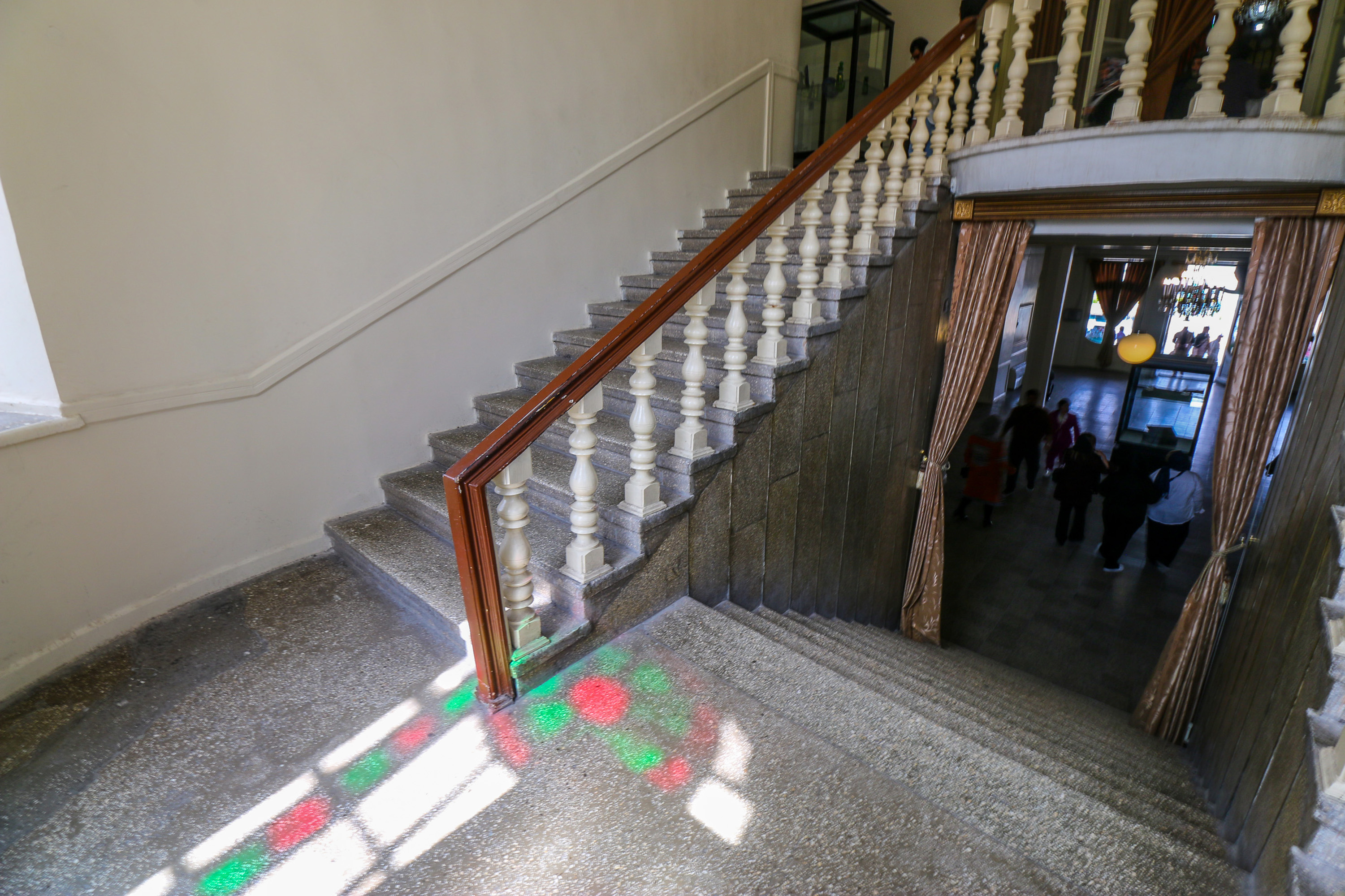
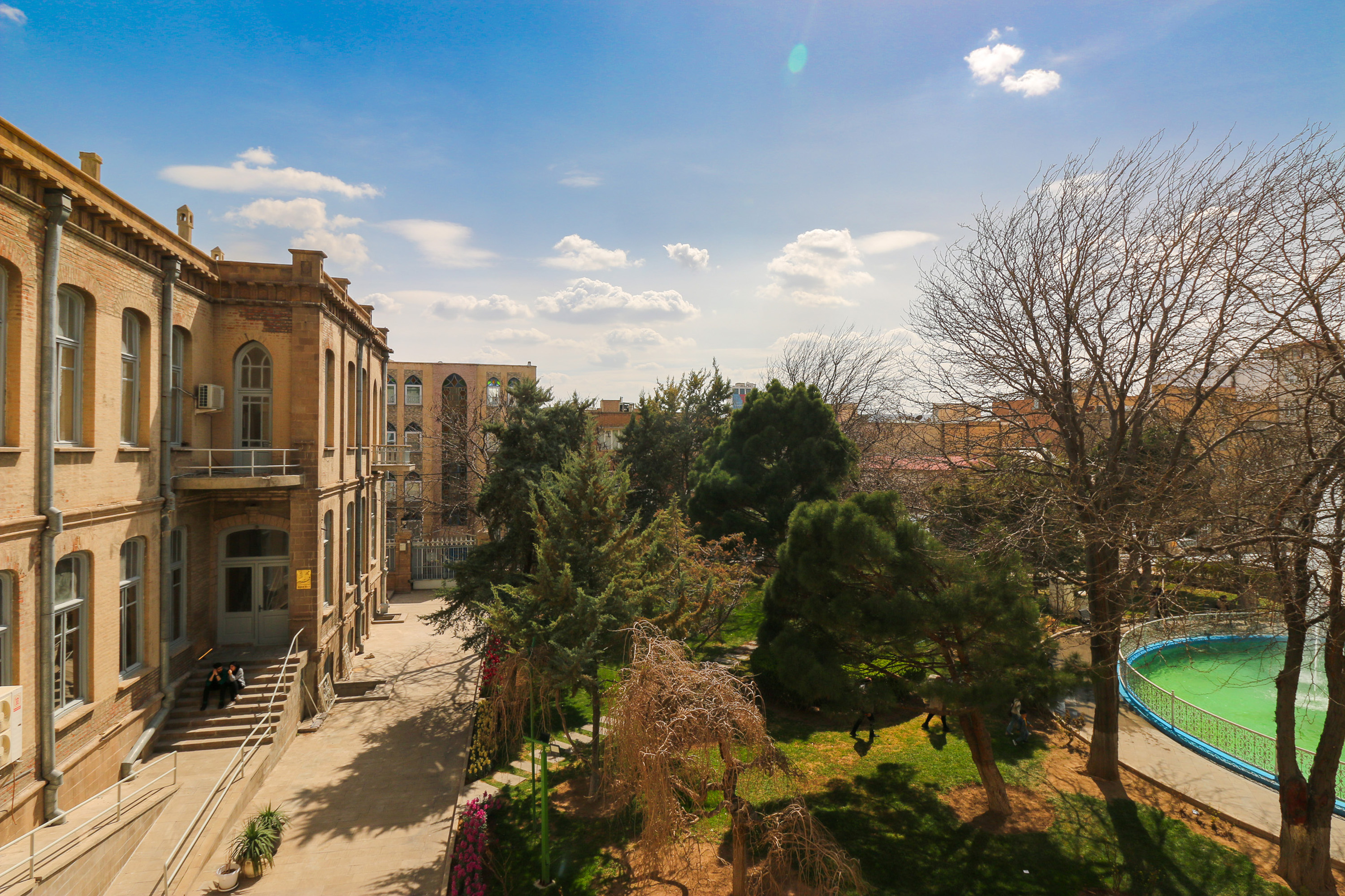
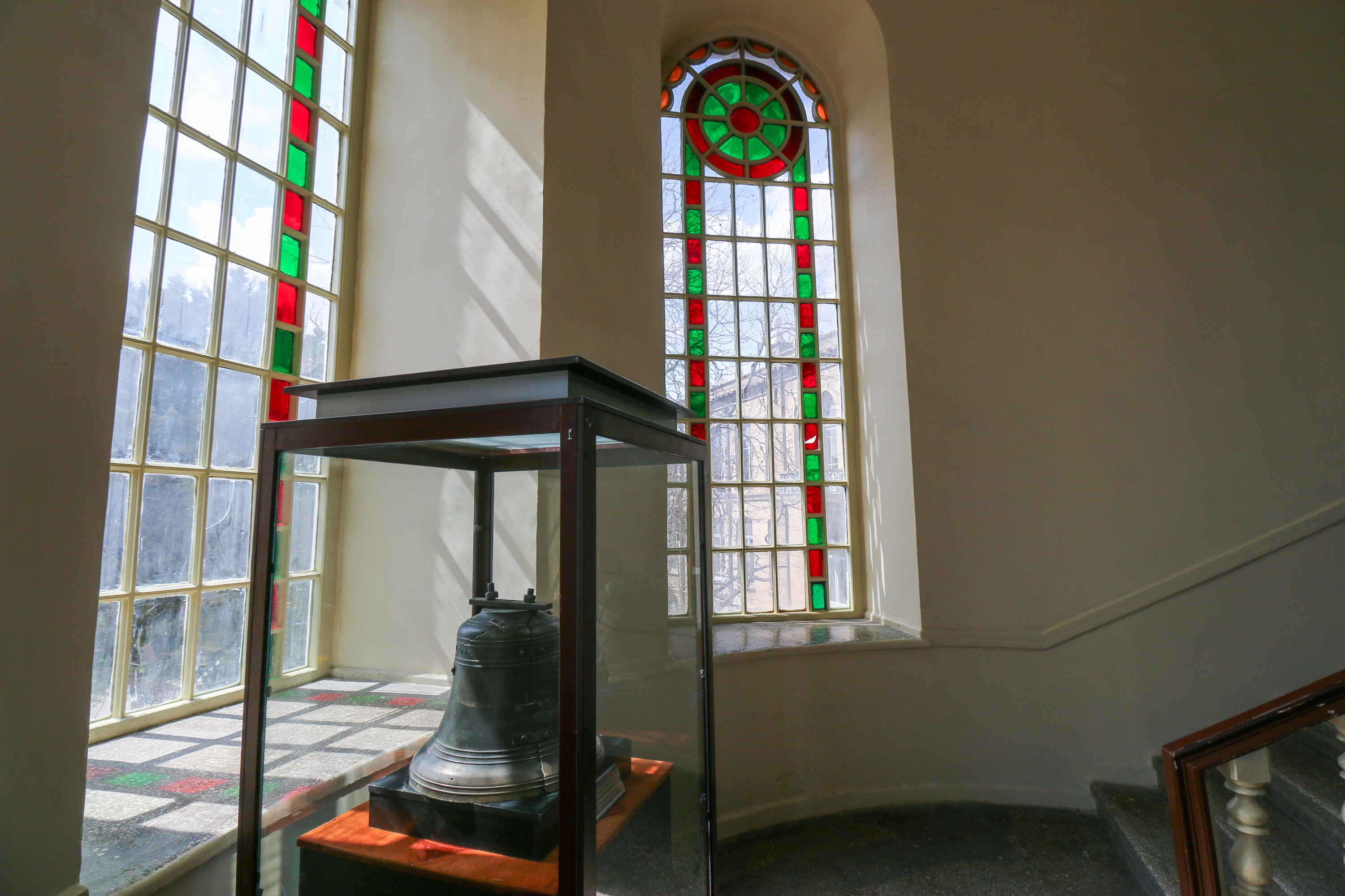
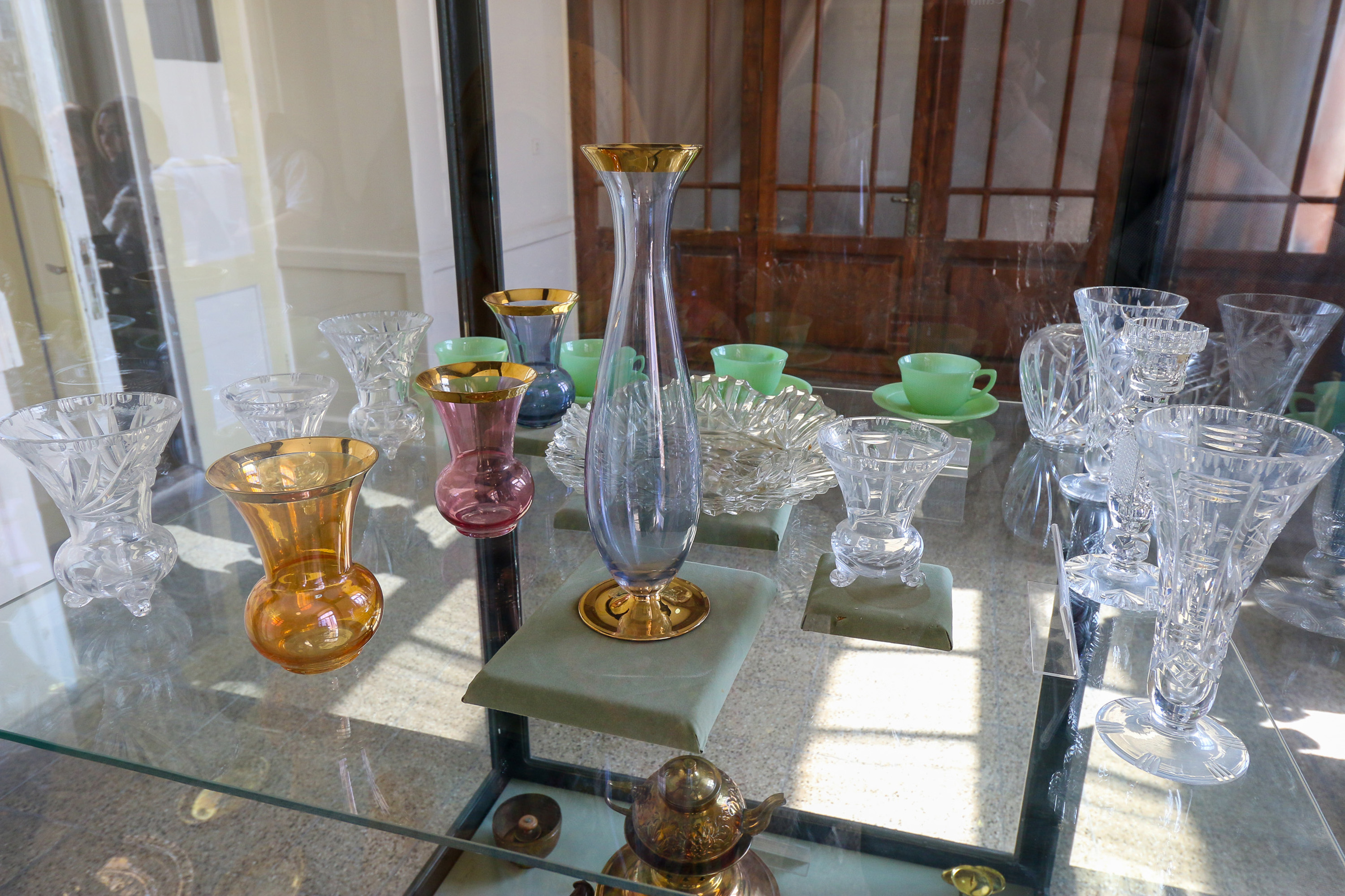
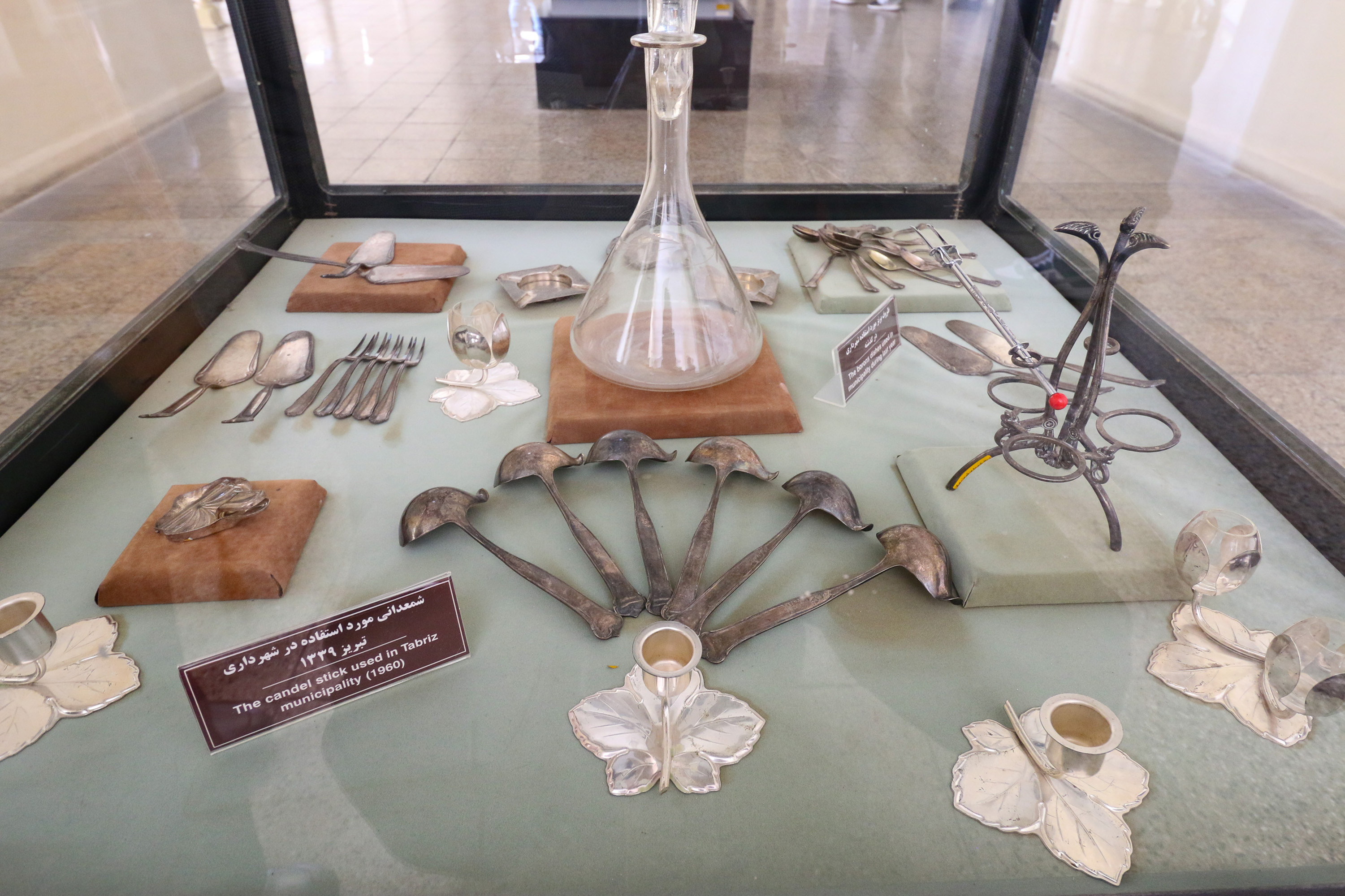
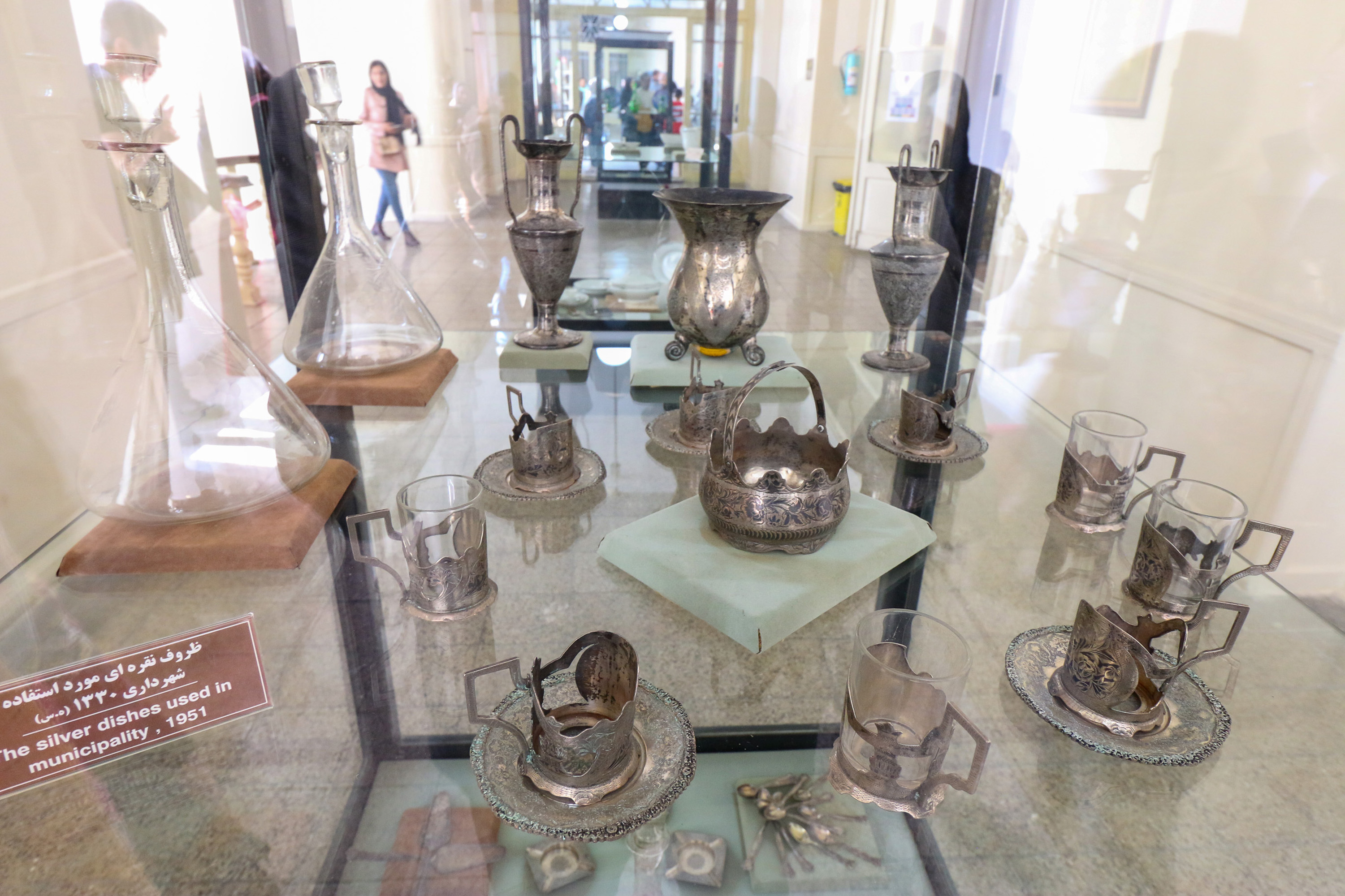
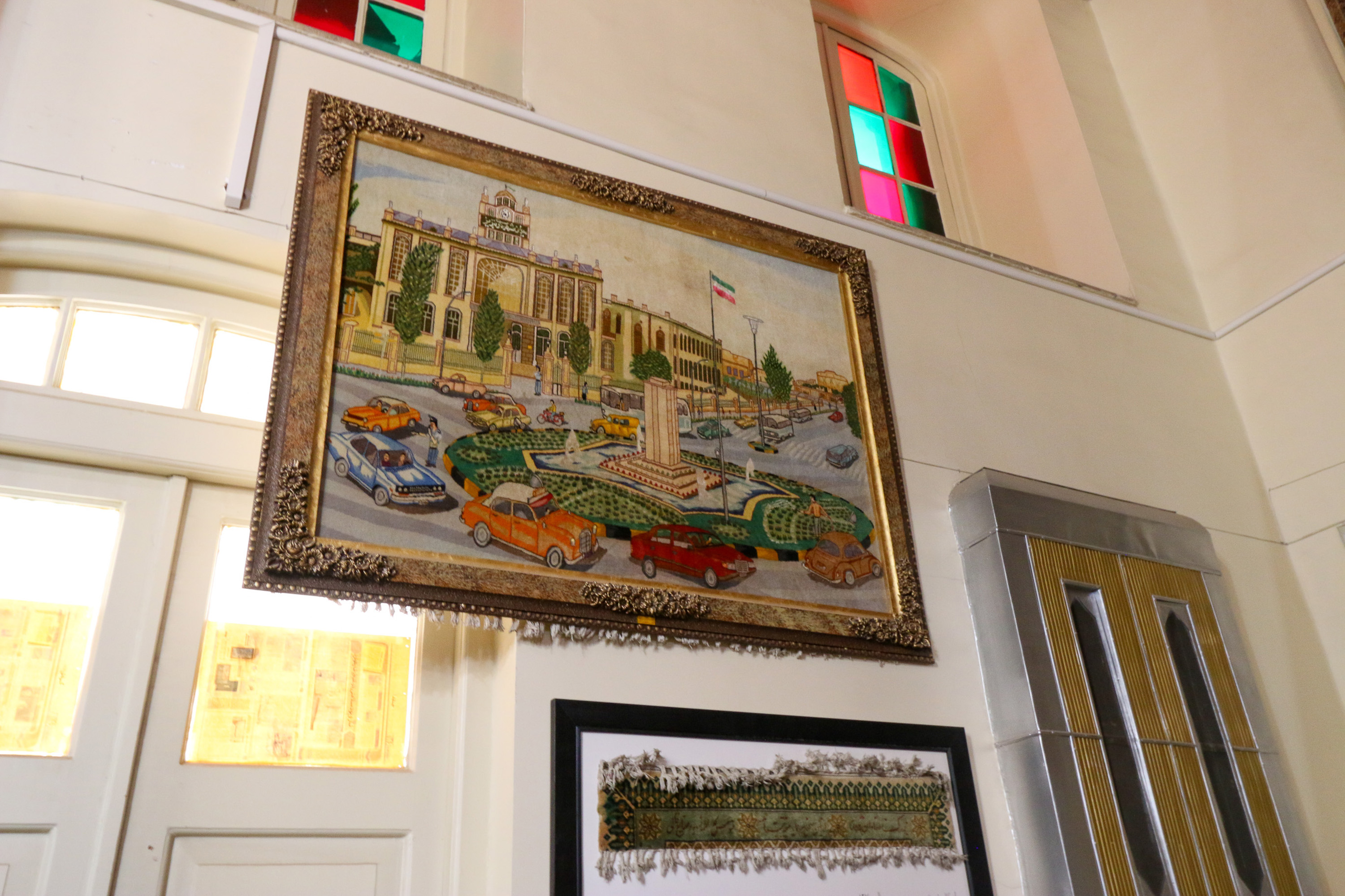
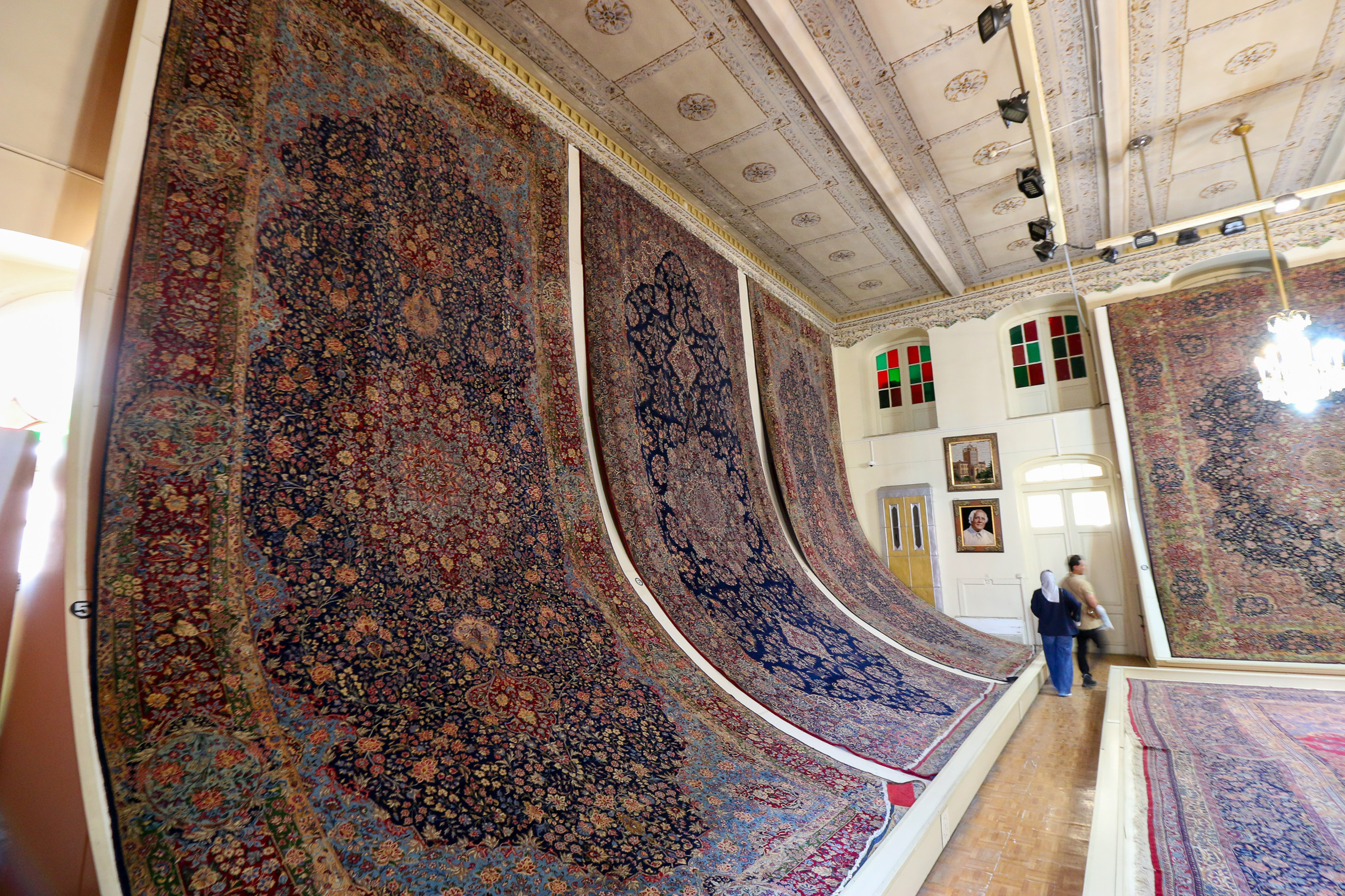
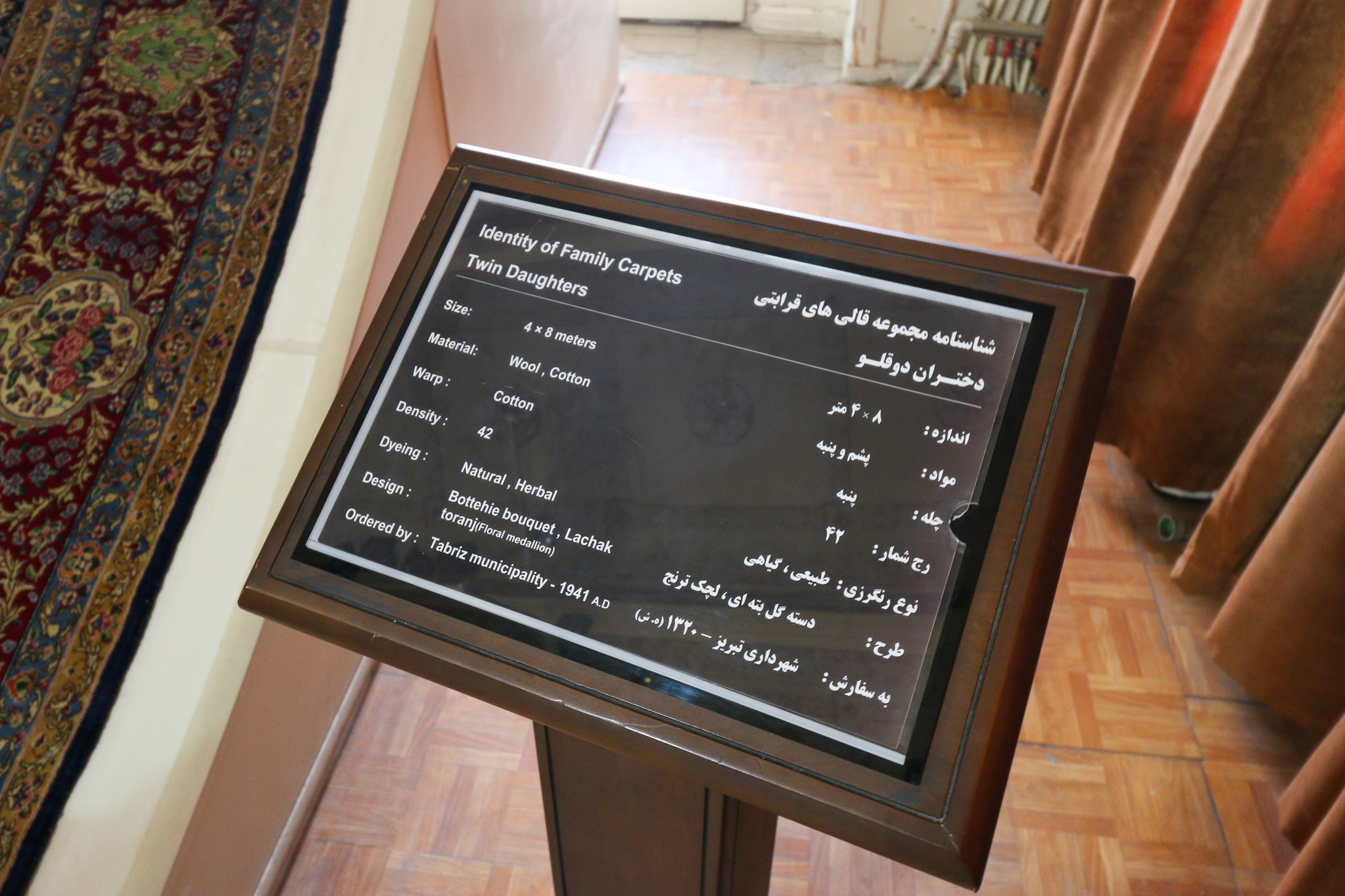
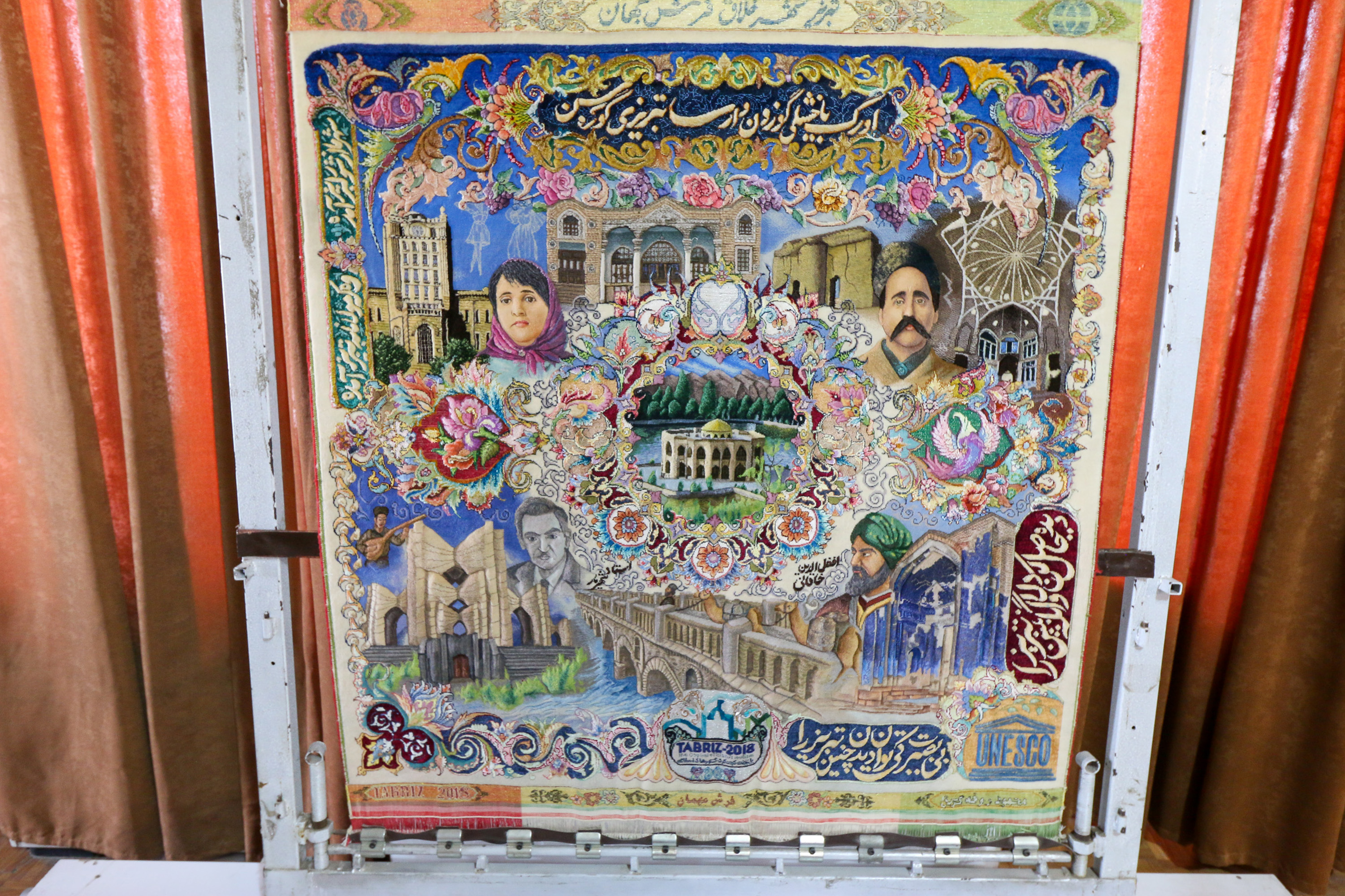
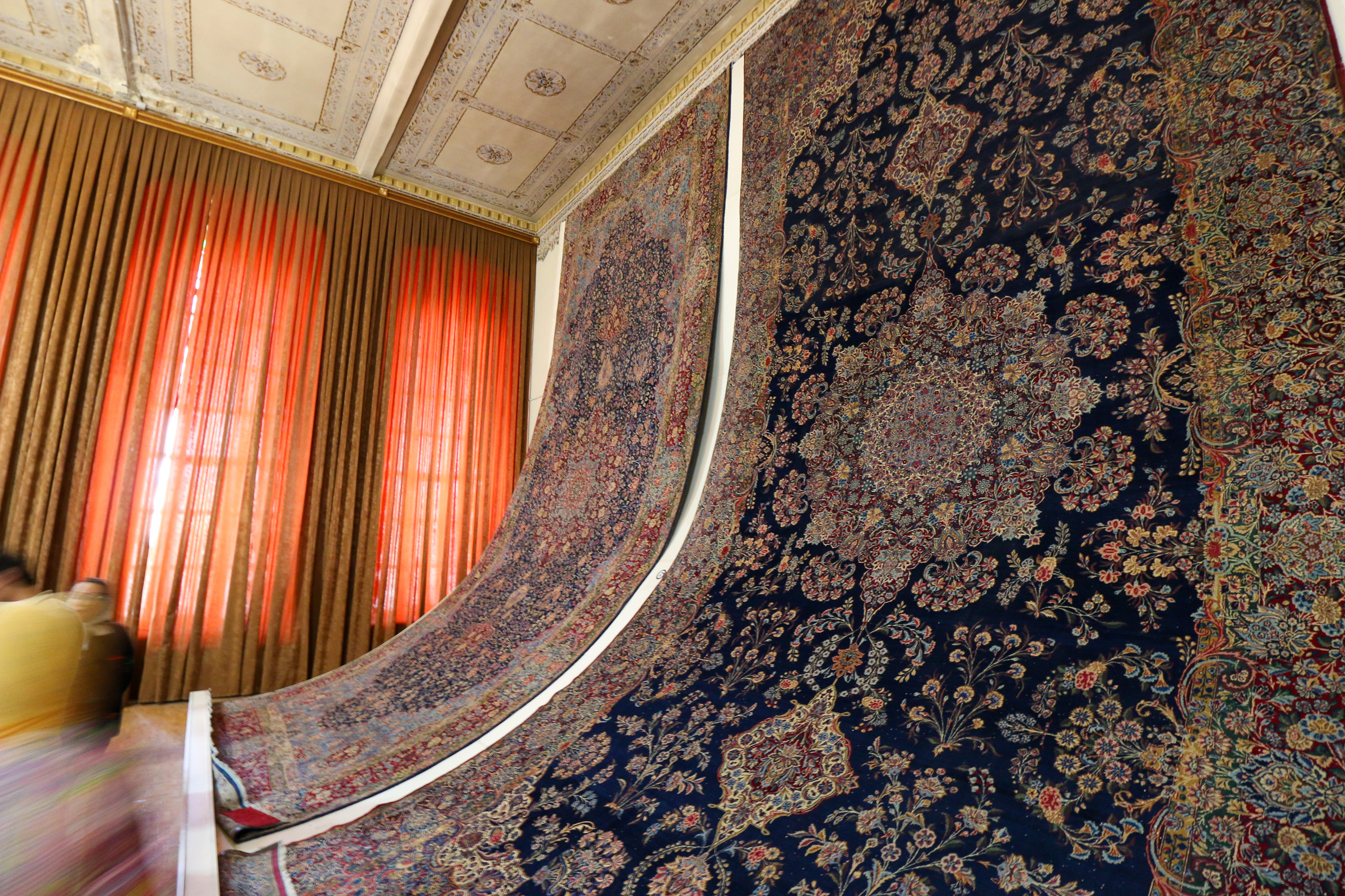
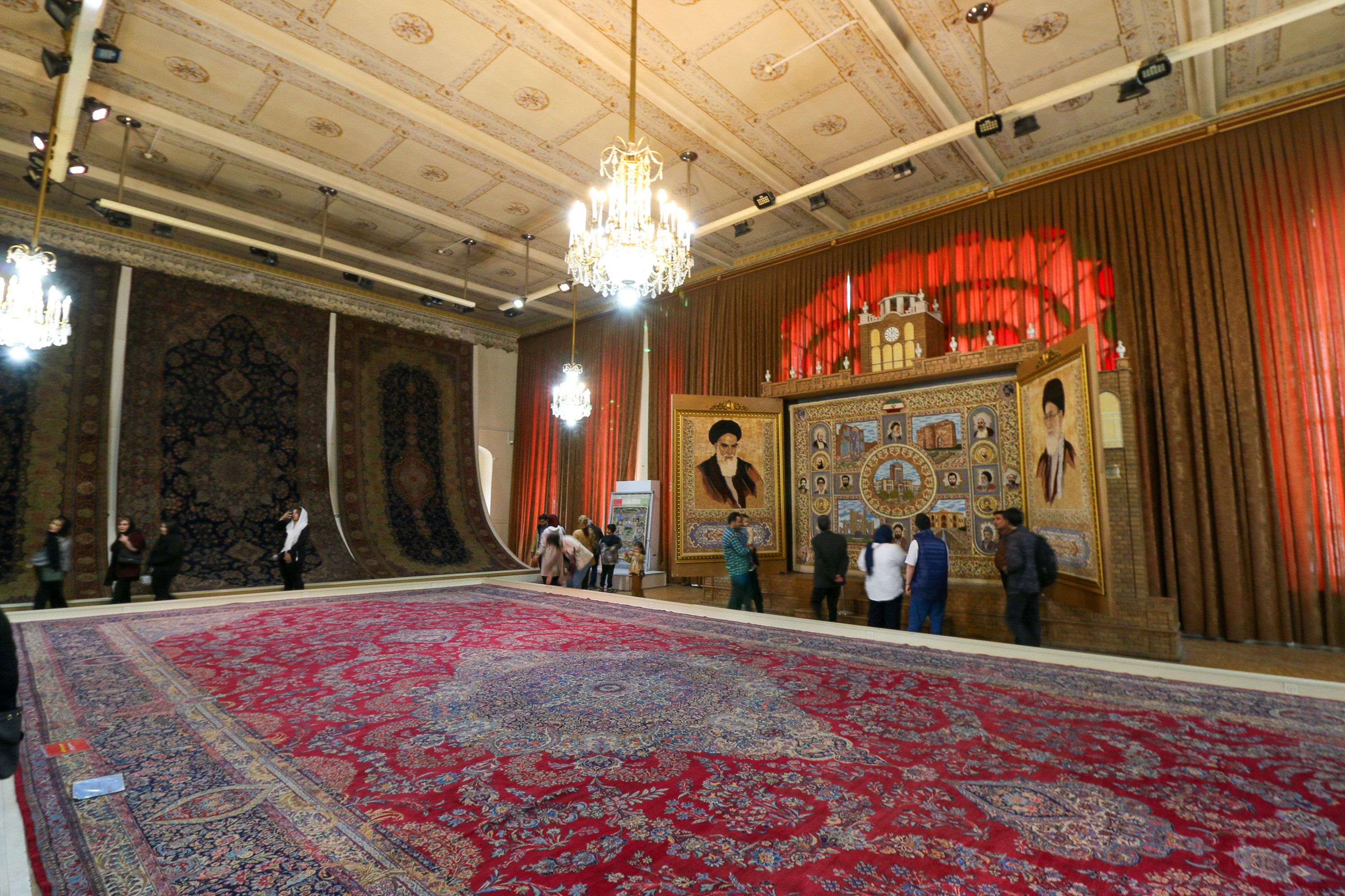
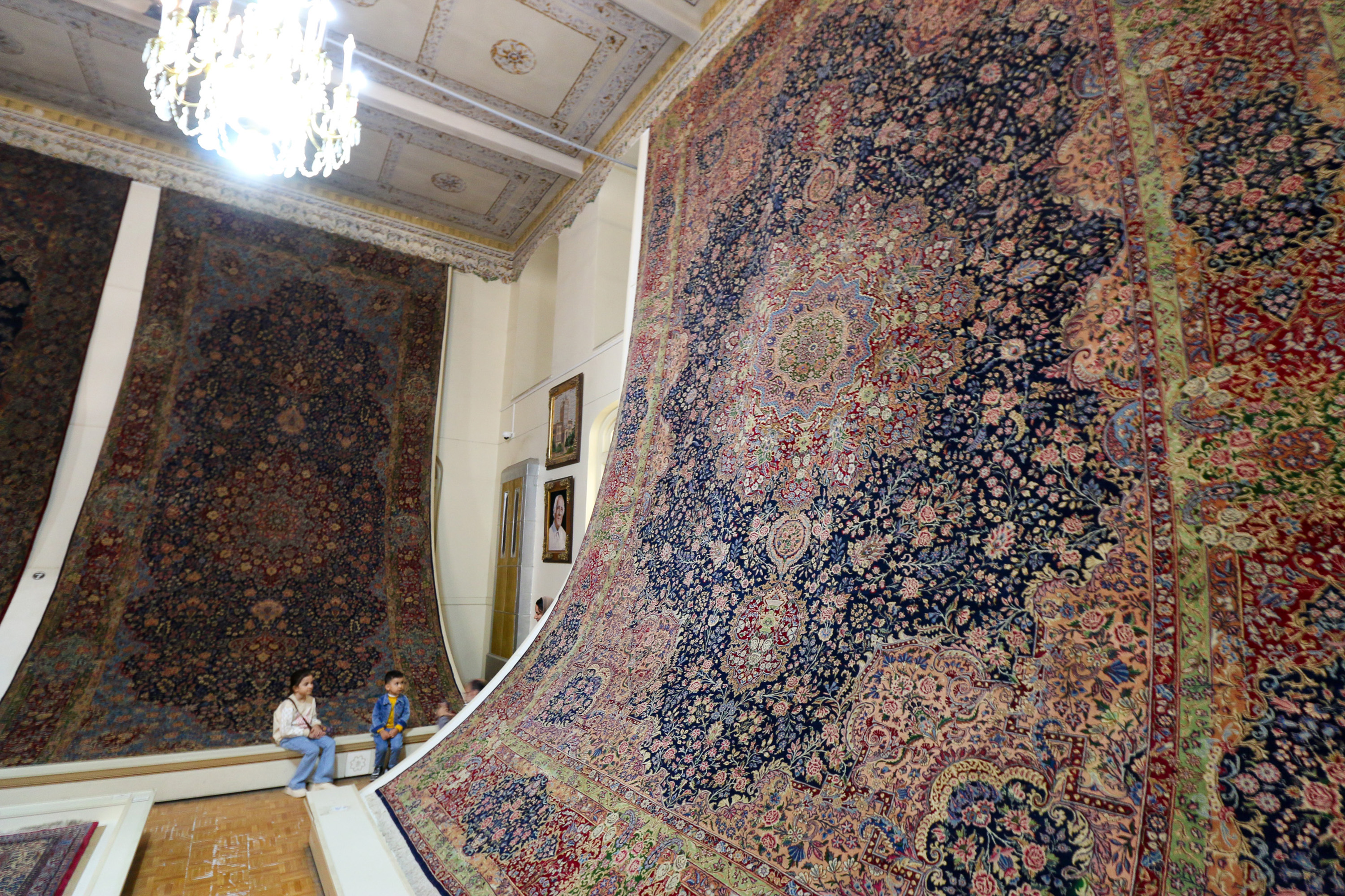
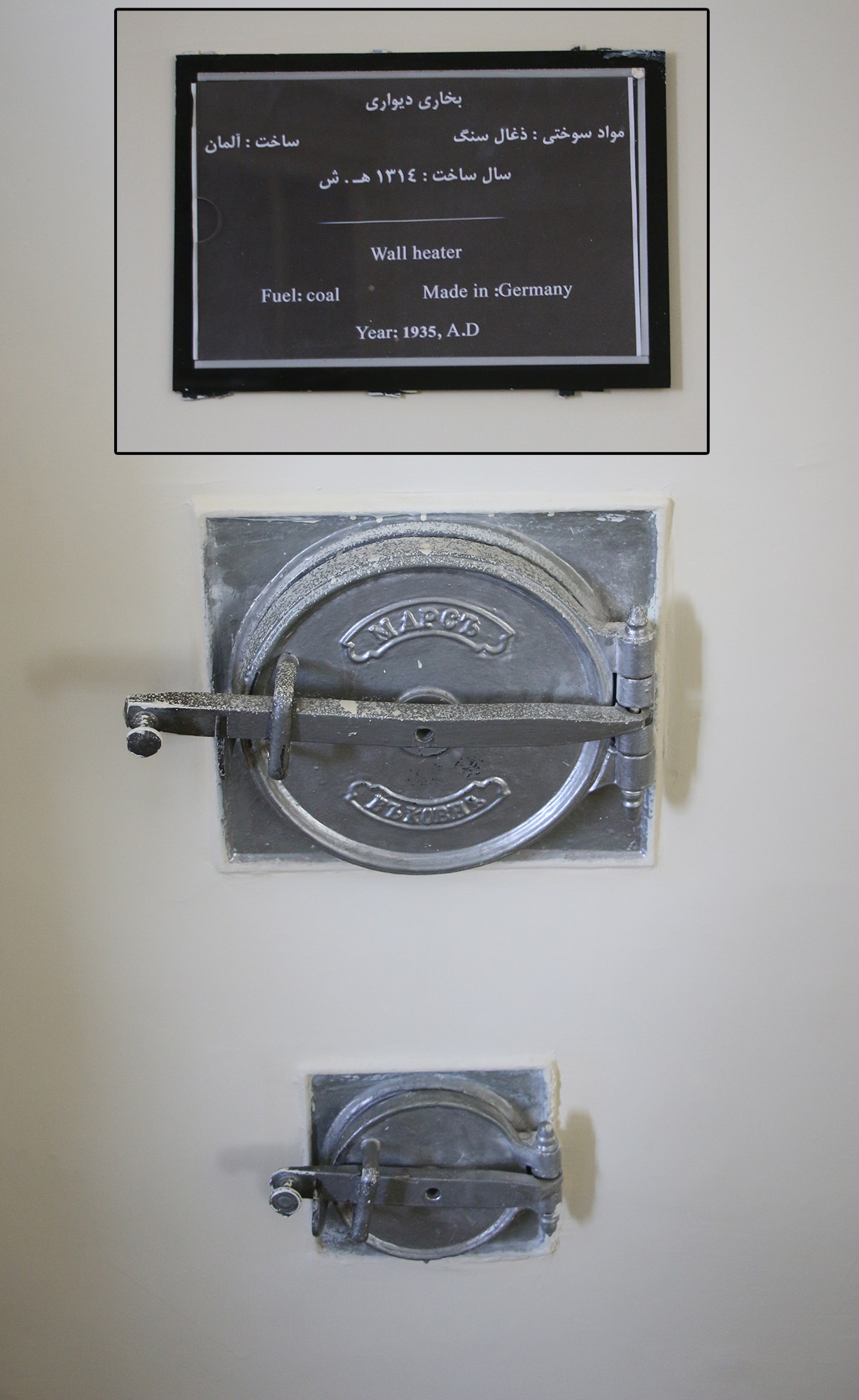
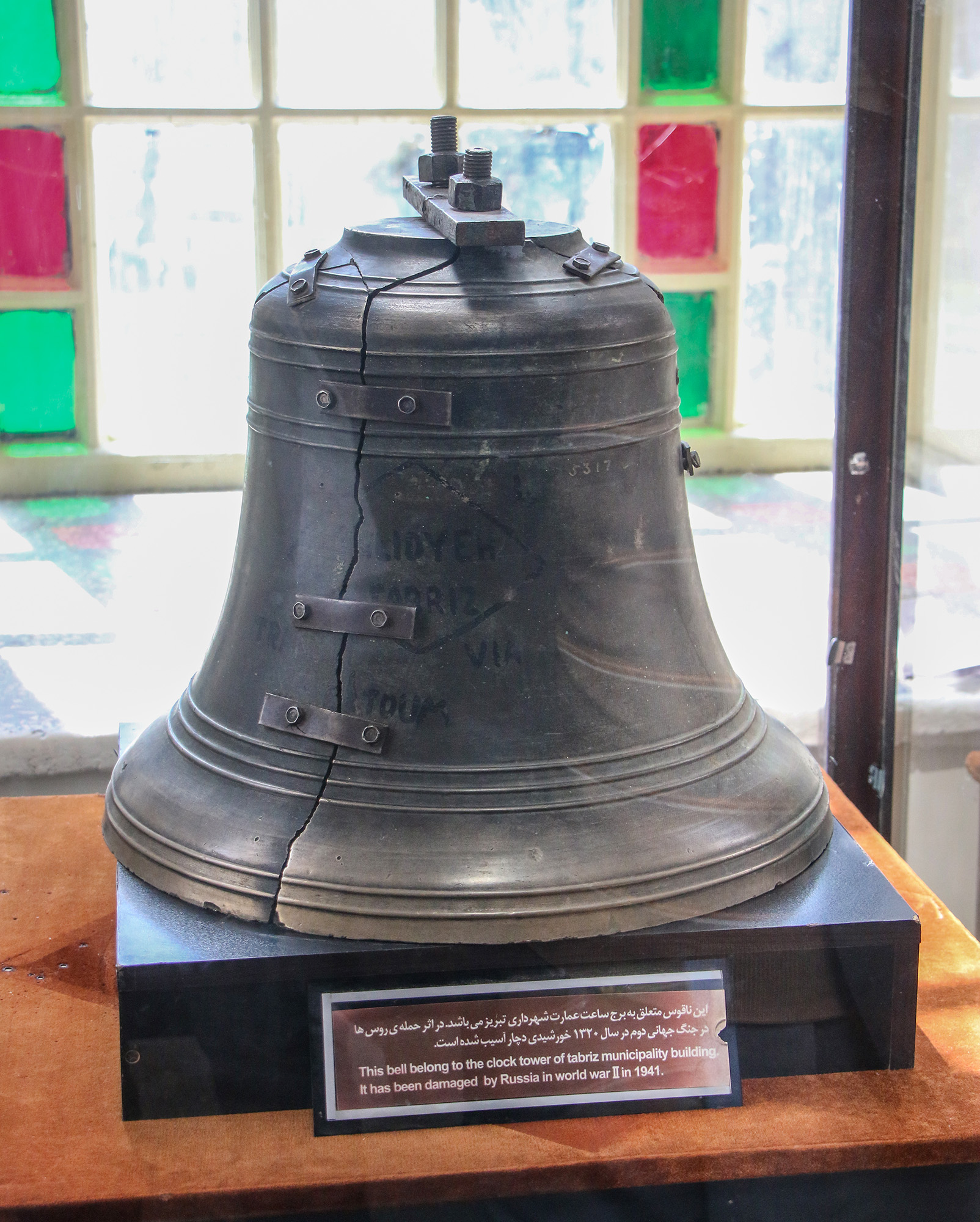